# Altenberger Dom

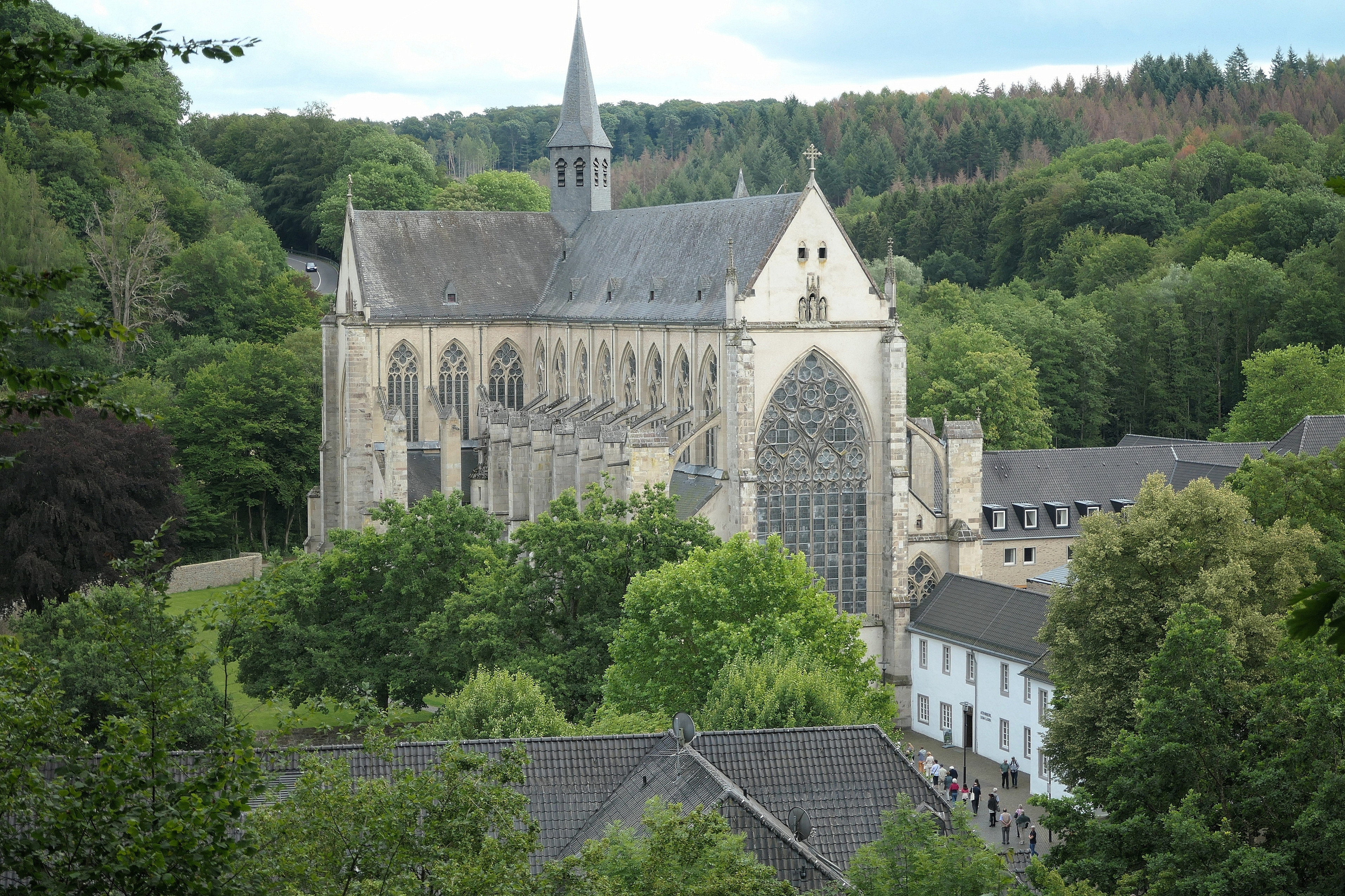
Altenberger Dom

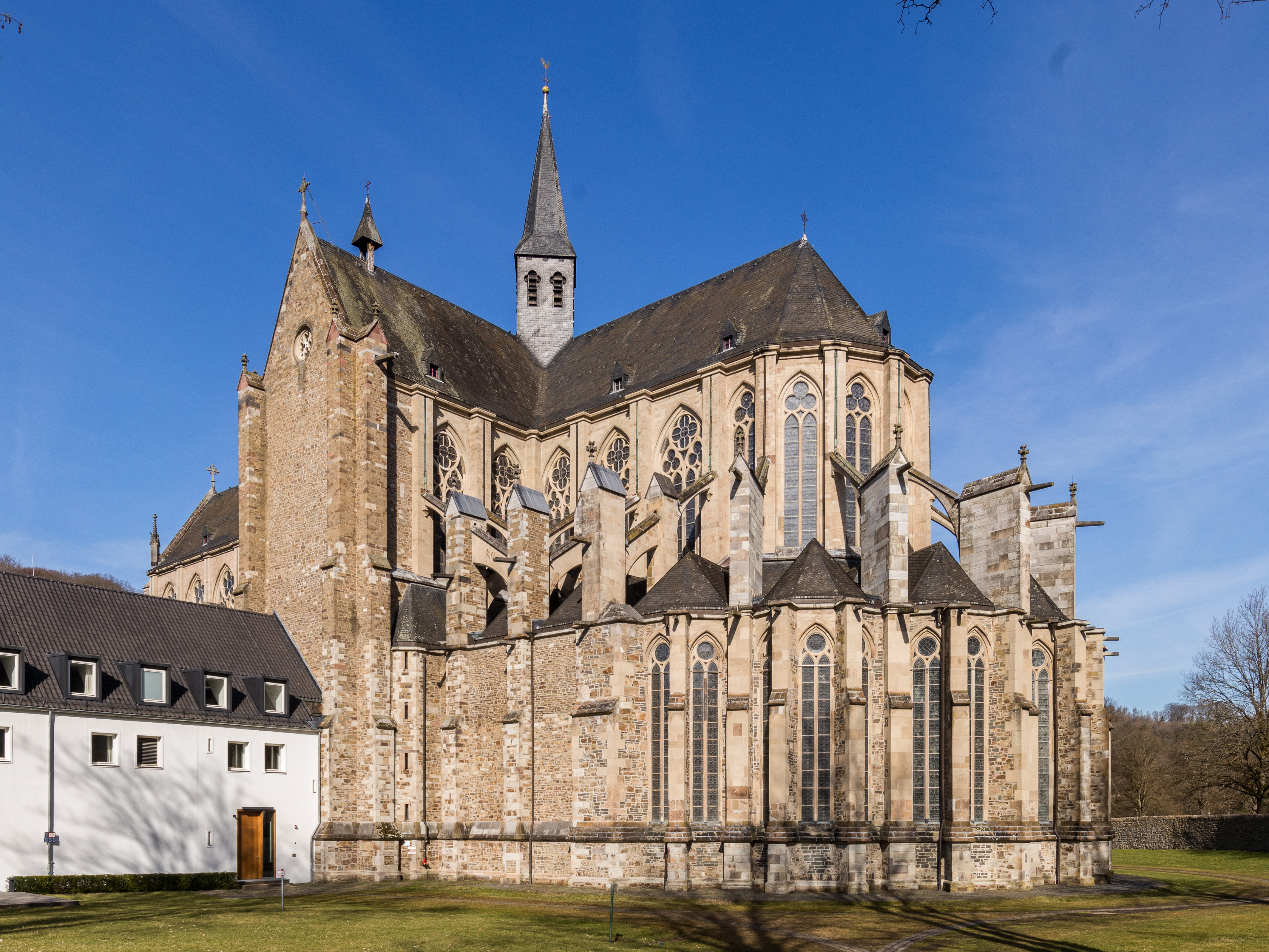
Ostansicht

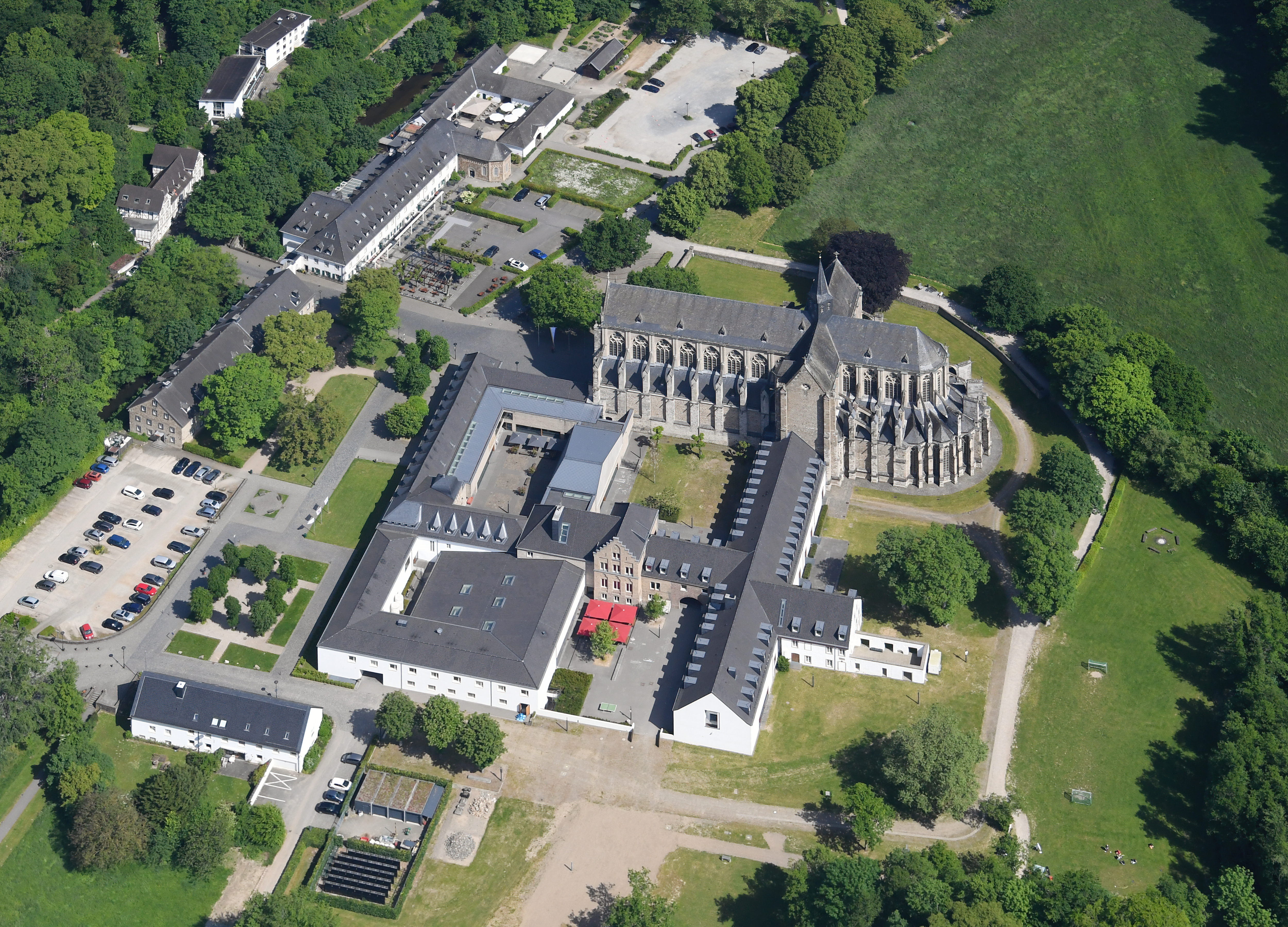
Der Altenberger Dom von Süden aus der Luft gesehen

Der Altenberger Dom (auch Bergischer Dom) ist die ehemalige Klosterkirche der seit 1133 von den Zisterziensern errichteten Abtei Altenberg. Sie trägt das Patrozinium St. Mariä Himmelfahrt. Bis 1511 war das Gotteshaus auch Grablege der Grafen und Herzöge von Berg sowie der Herzöge von Jülich-Berg. Die Abtei wurde 1803 im Rahmen der Säkularisation aufgelöst, der Dom  wird seit dem Jahr 1857 simultan von der römisch-katholischen und der evangelischen Gemeinde als Pfarrkirche genutzt. Heute befindet sich der Altenberger Dom im Eigentum des Landes Nordrhein-Westfalen.
„Altenberger Dom“ ist die von jeher gebräuchliche Bezeichnung für die Kirche. Das Wort „Dom“ weist in diesem Fall nicht auf die Kathedralkirche eines Bistums hin, sondern lediglich auf die kathedralartigen Ausmaße des Bauwerks. 

## Lage
Der denkmalgeschützte Altenberger Dom befindet sich in der Gemeinde Odenthal, Ortsteil Altenberg (Rheinisch-Bergischer Kreis), gut 20 km (Fahrtstrecke) nordöstlich von Köln, im Tal der Dhünn am Westrand des Bergischen Landes.

## Bauwerk und Baugeschichte

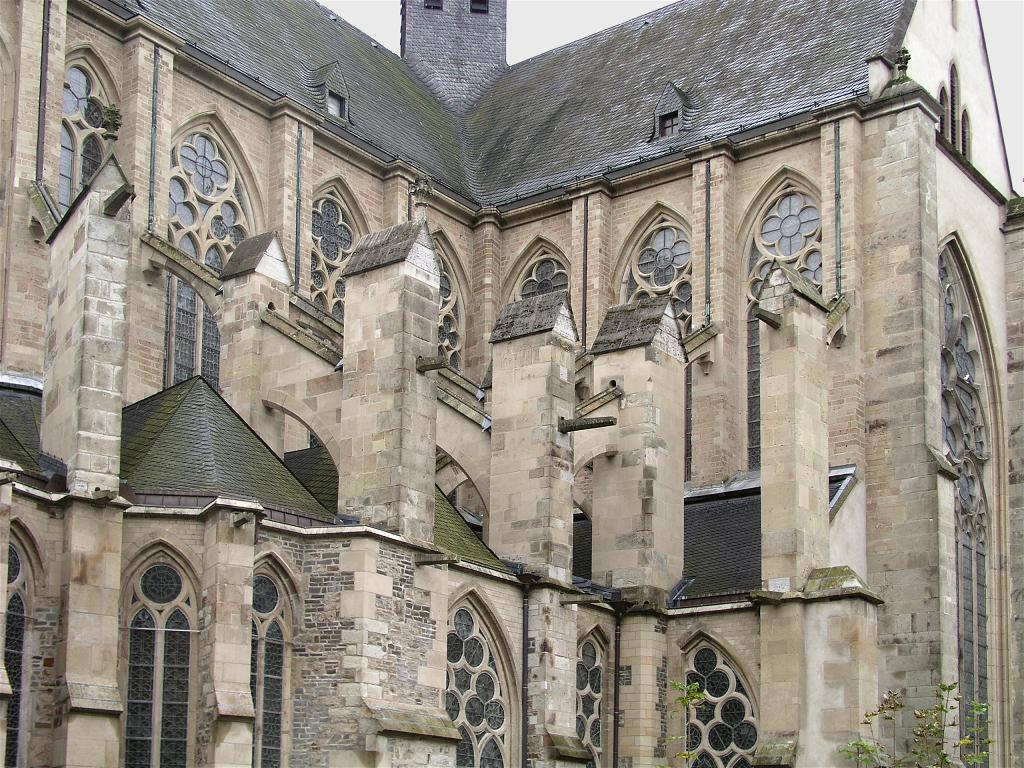
Strebewerk an der Vierung

### Der Dom als Kirche der Zisterzienserabtei

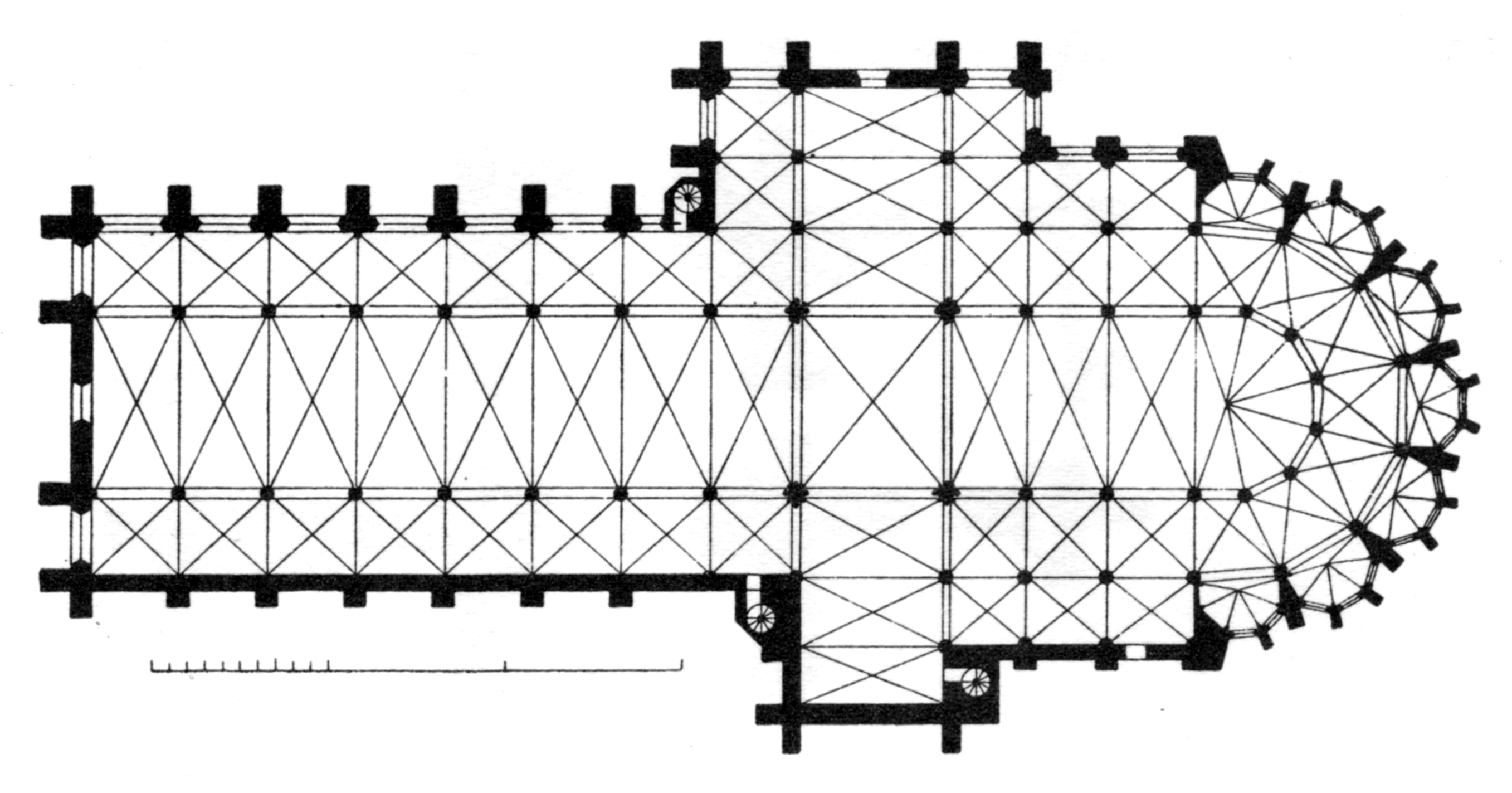
Grundriss

Der Altenberger Dom wurde als Klosterkirche ab dem Jahr 1255 auf der Stelle eines romanischen, um 1160 geweihten Vorgängerbaus errichtet. Die Zisterzienser waren bereits im Jahr 1133 nach Altenberg gekommen und hatten mit dem Bau einer Abtei begonnen. Gegen Ende des 12. Jahrhunderts zählte die Abtei 107 Priestermönche und 138 Laienbrüder, so dass der Bau einer großen Kirche ins Auge gefasst wurde. Graf Adolf IV. von Berg legte am 3. März 1259 in Anwesenheit des Kölner Erzbischofs Konrad von Hochstaden den Grundstein zum „Bergischen Dom“. Gemessen am Baubeginn ist er damit fast so alt wie die gotischen Dome von Köln (1248) und Utrecht (1254). Im Jahr 1287 wurde der Chor geweiht, am 3. Juli 1379 folgte im Auftrag des Kölner Erzbischofs die Gesamtkonsekration durch Bischof Wikbold Dobilstein von Kulm, der im Hochchor von Altenberg bestattet ist. Das große Westfenster wurde erst um 1400 eingesetzt.
Der Zisterzienserorden entstand durch Reformen aus dem Benediktinerorden. Für die Anlage der Klöster bevorzugte er im Gegensatz zu anderen Orden abgeschiedene Tallagen. In der Architektur befolgte er anfangs eine strenge Ordensregel – den „Idealplan“ –, deren Prinzipien man teilweise auch in Altenberg sieht. Die Bauten mussten von asketischer Einfachheit sein und durften keine monumentalen Kirchtürme, sondern nur Dachreiter haben. Anfangs waren gerade geschlossene Chorräume und Kapellen vorgeschrieben („Bernhardinische Regel“), ab etwa 1150 wurden jedoch gerne Umgangschöre mit Kapellenkranz gebaut, und das wurde auch hier verwirklicht. Auch Statuen, farbige Figurenfenster und andere aufwendige Verzierungen waren untersagt. Diese anfangs strengen Regeln wurden jedoch mit der Zeit aufgeweicht.

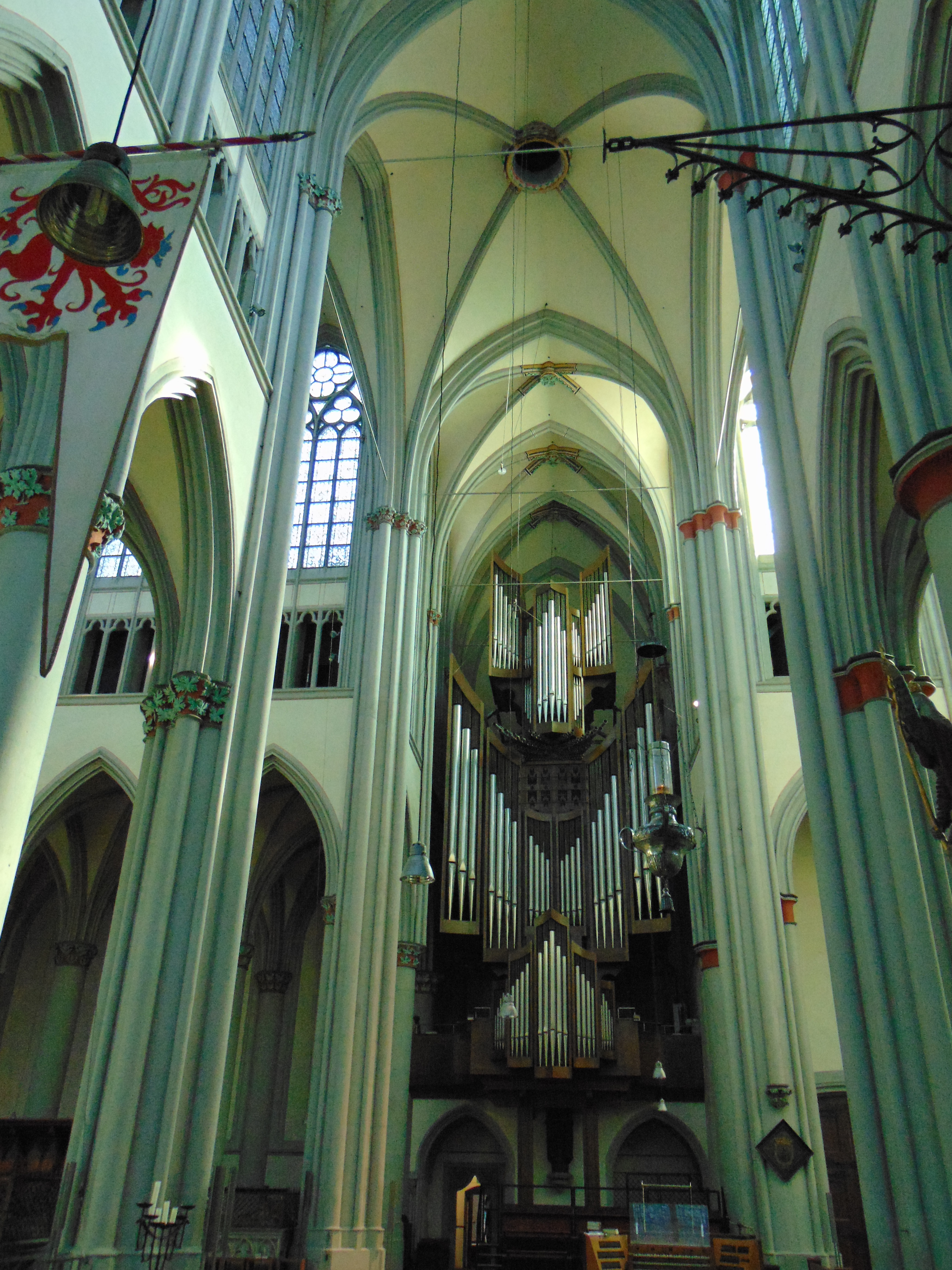
Vierung: rechts Langhaus, links Chor

Der heutige Dom ist ein Werk der Gotik und besteht aus Drachenfelser Trachyt, der hierher allerdings schwieriger zu transportieren war als nach Köln. Der Grundriss zeigt eine dreischiffige Basilika mit Querhaus und einem Chorumgang mit sieben Radialkapellen. Vom klassischen Kathedralplan der Hochgotik (wie Amiens, und Reims) unterscheidet er sich nur durch das schon erwähnte Fehlen von Westtürmen, ist sogar deutlich komplexer als der Grundriss des 1290 begonnenen gotischen Verdener Doms.
Auch der Innenraum zeigt sich in den strengen Formen der zisterziensischen Gotik. So erfüllte man das Bescheidenheitsgebot mit demonstrativ schlichten Kapitellen der Langhausarkaden, wiewohl andere Kapitelle etwas Pflanzendekor aufweisen. Anfangs fehlten figürliche Darstellungen und Farb-Verglasung, wurden jedoch später ergänzt.
Im Chorumgang befinden sich die ältesten Fenster der Kirche. Im Verlauf nach Westen (bis zum Westfenster) stammen sie aus immer jüngeren Epochen. Die Gestaltung der Fenster dokumentiert die Zeit ihrer Entstehung: die ältesten, noch ohne jede bildliche Darstellung, sind schlicht und blass in Grisaille-Technik; die jüngeren werden immer reicher an Ornamenten und kräftiger in der Farbgestaltung. Im Westfenster aus dem Jahr 1400 (eines der schönsten der deutschen Gotik) findet man schließlich konkrete, bildhafte Darstellungen, die die Abkehr von den ursprünglichen zisterziensischen Gewohnheiten dokumentieren.
Glasmalereien im Wandel der Zeit:

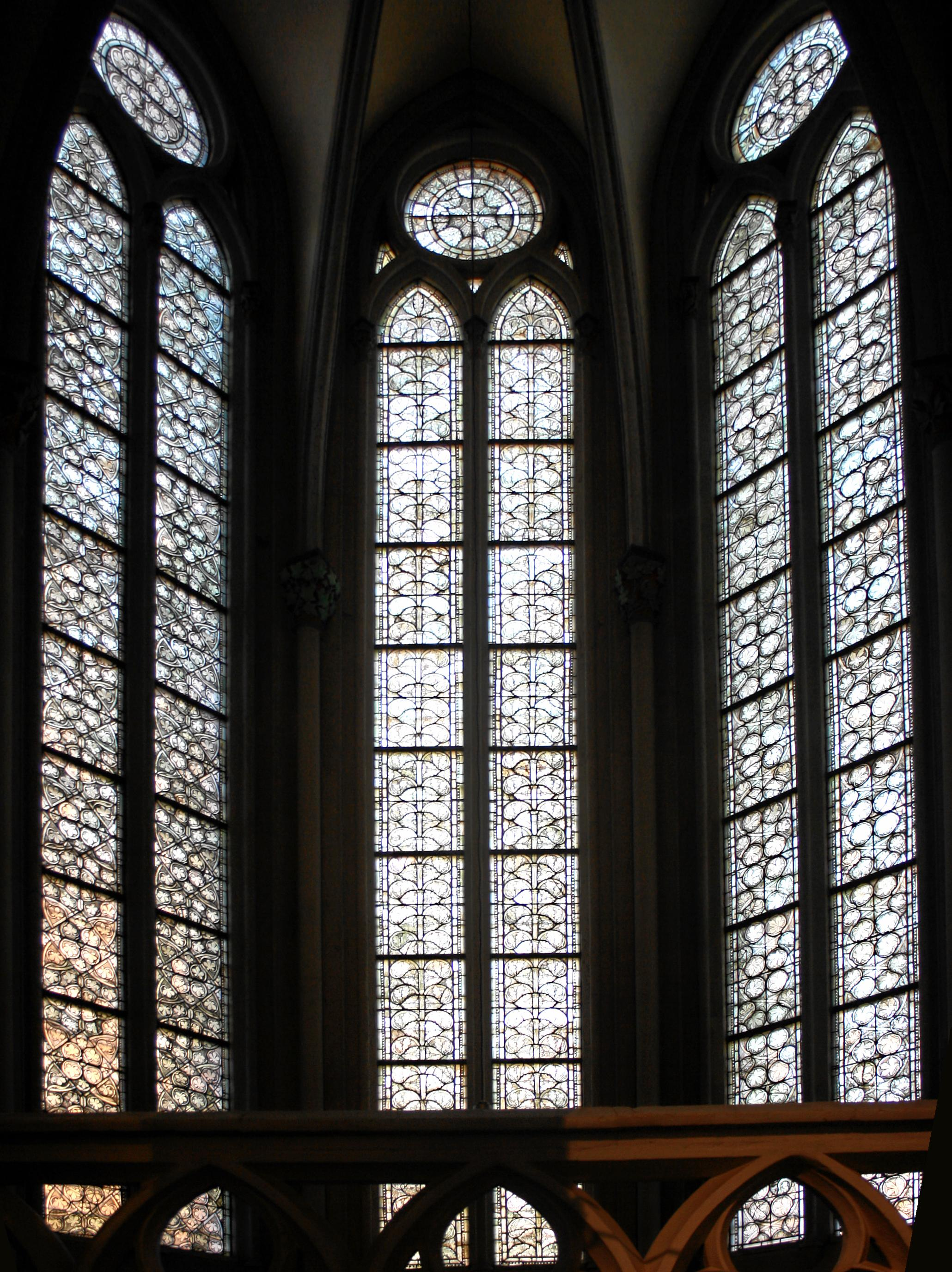
Um 1270: Grisaillefenster der Chor-Apsis
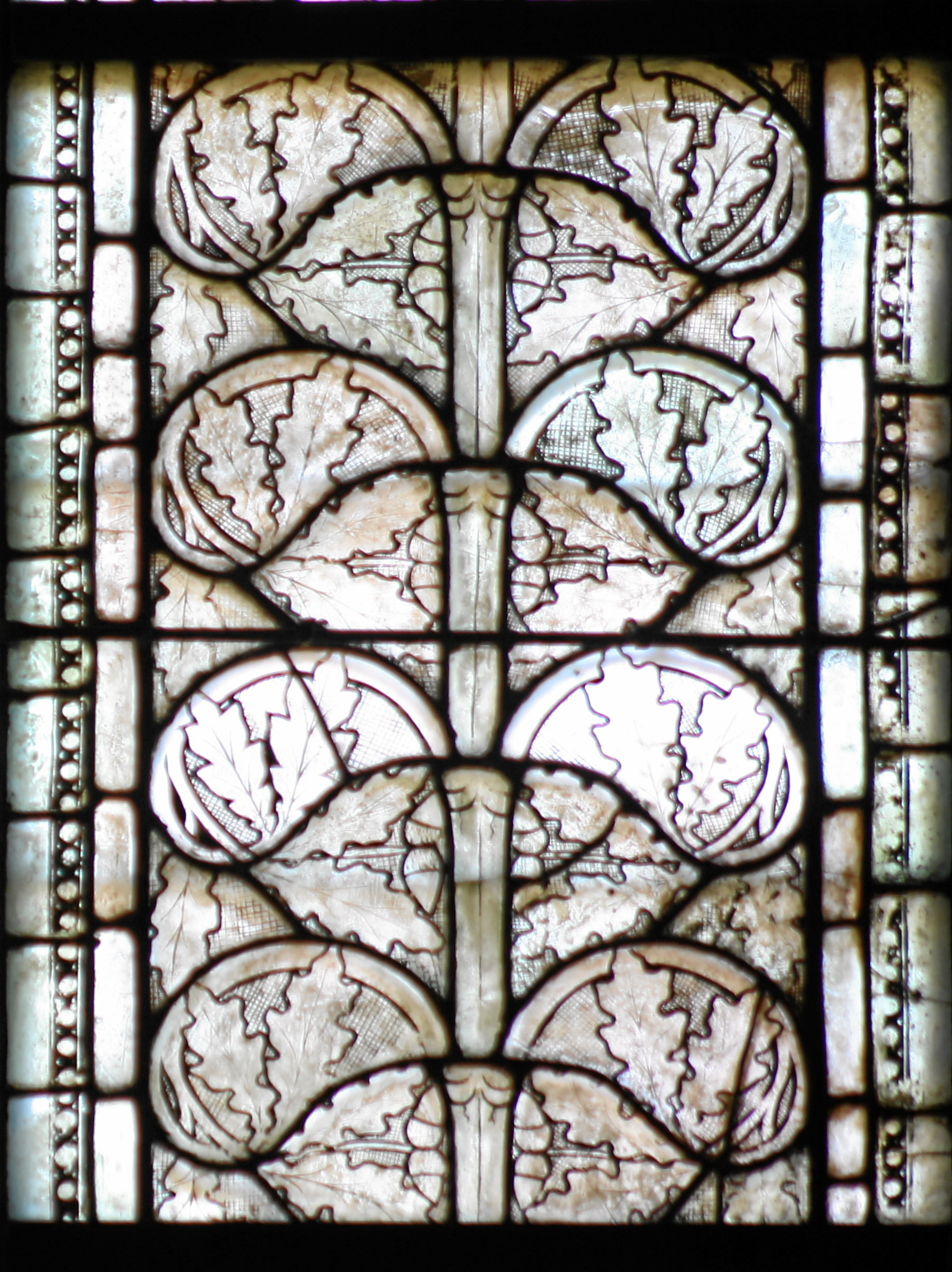
dto., Detail
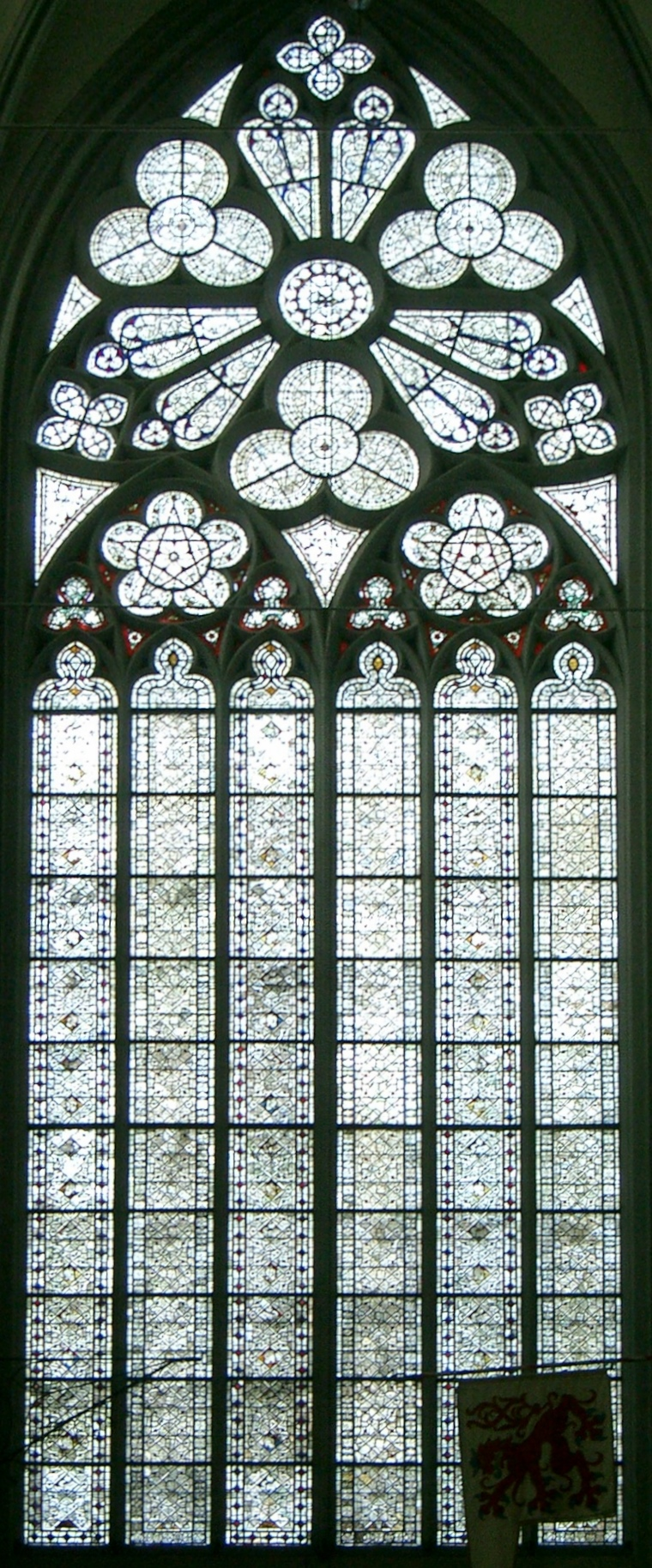
Vor 1300: Grisaillefenster des Nord-Querhauses
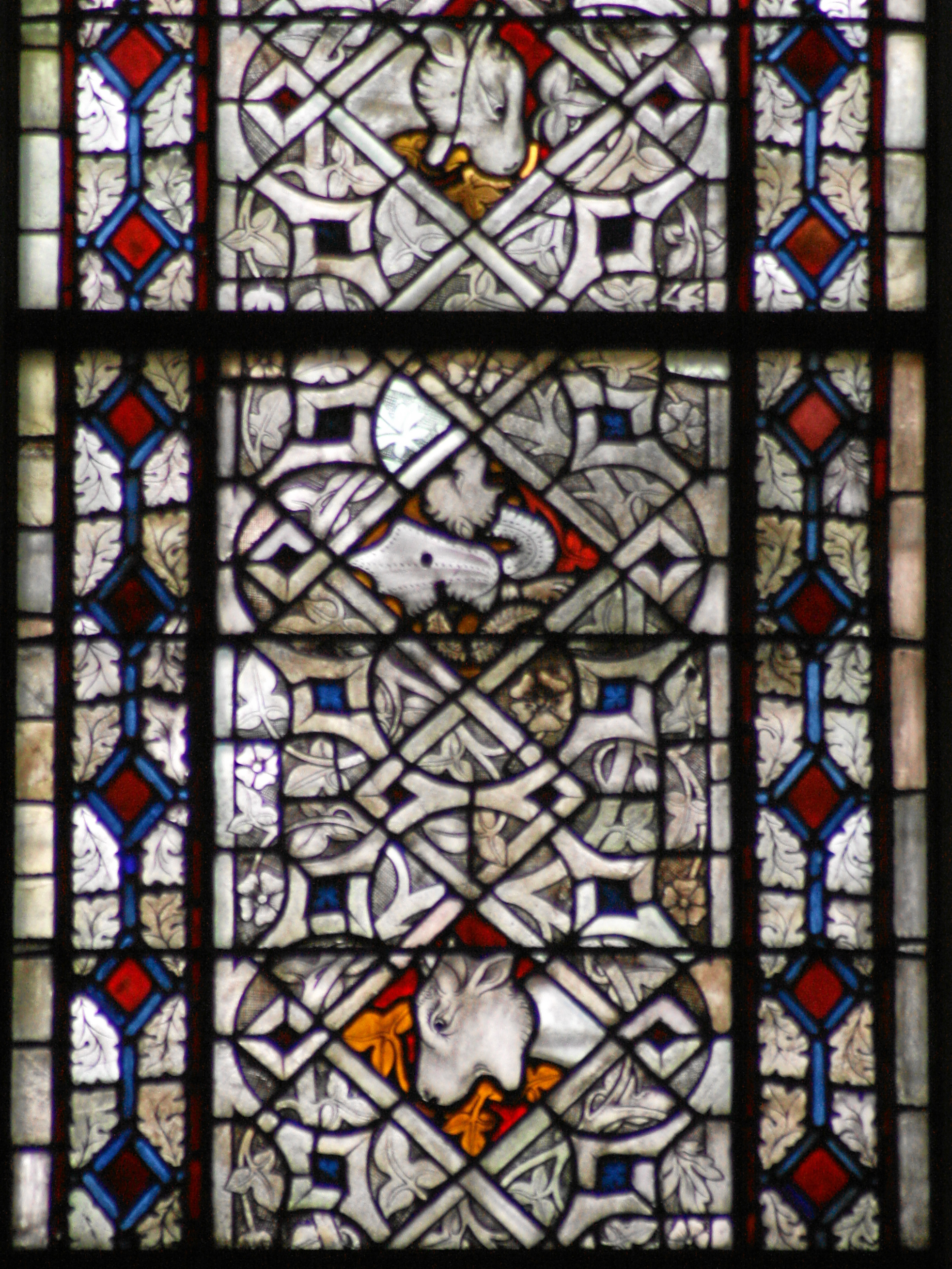
dto., Detail
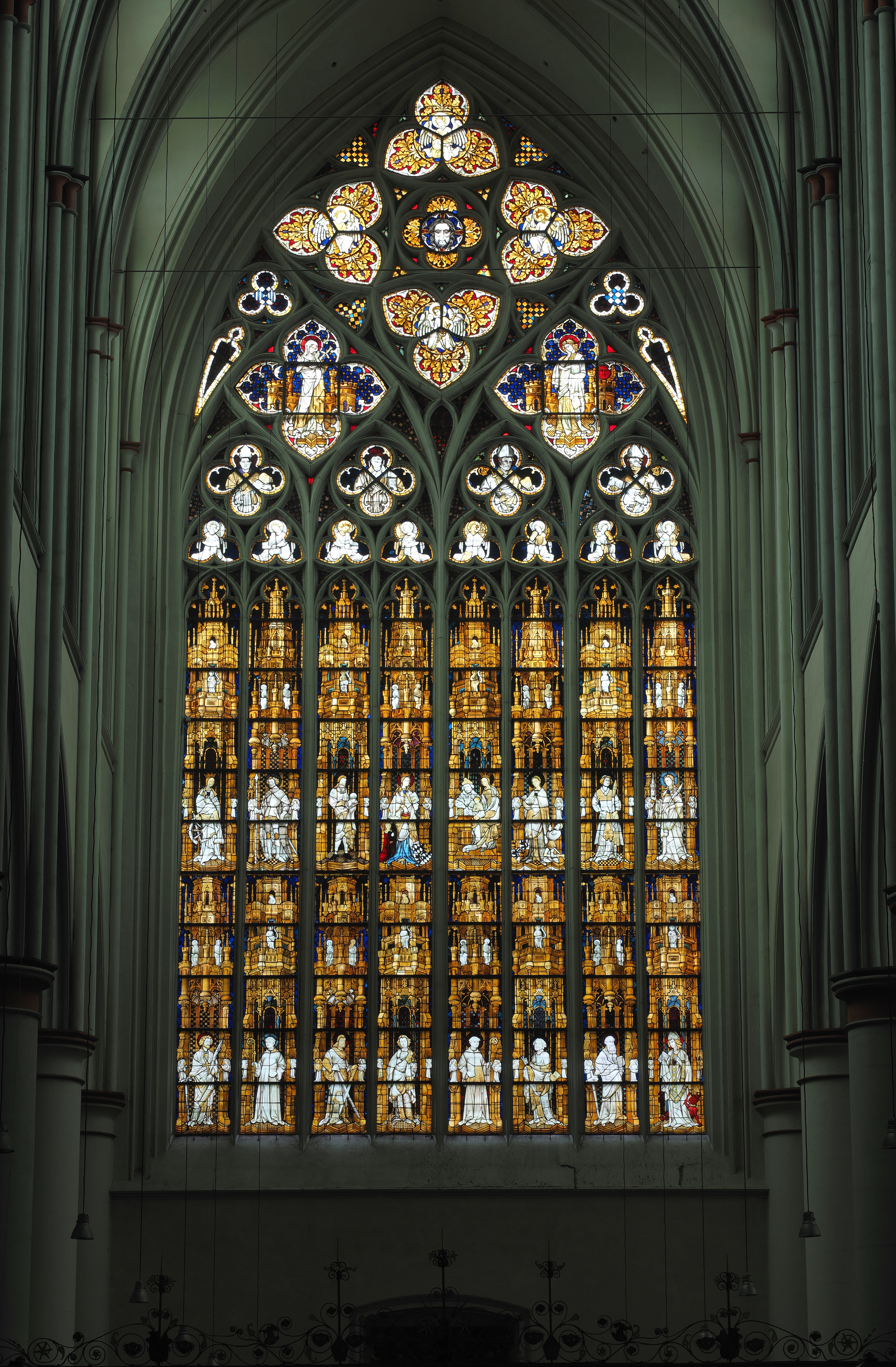
Um 1400: Buntglasfenster der Westfassade
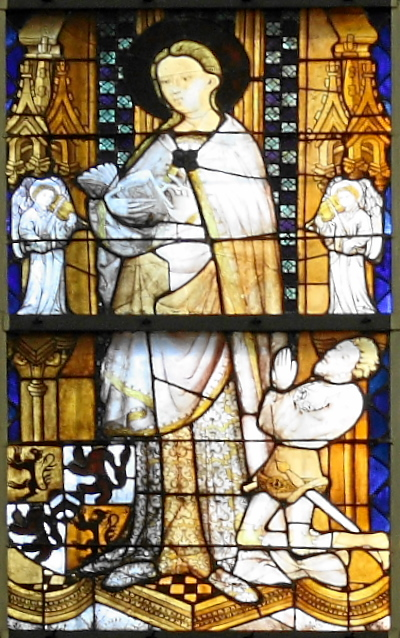
dto., Detail

Bei vielen Details in der Kirche ist zu erkennen, dass auch schon vor der Entstehungszeit des Westfensters das Farbverbot nicht allzu streng befolgt wurde. Die Kämpferzone vieler Säulen ist intensiv rot. An zahlreichen Kapitellen spielt die Sinnenlust eine gewisse Rolle, nicht nur in der Farbe, sondern auch im dargestellten Thema, das u. a. eine Weinrebe in vollreifem Zustand darstellt. Darüber hinaus lassen sich etwa zehn botanisch bestimmbare Pflanzenmuster unterscheiden, zu denen noch dekorativ abgewandelter Pflanzenschmuck an Kapitellen und Schlusssteinen tritt. Sie spiegeln die mit der Scholastik einsetzende naturwissenschaftliche Reflexion, wie sie im Werk des Albertus Magnus ihren Niederschlag gefunden hat. Stilistisch mit den vegetabilen Ornamenten im Kölner Dom verwandt, haben sie dennoch ihre eigene Note. Einzelne Plastiken übertreffen in ihrer Naturnähe sogar vergleichbare Werke in der Kathedrale von Köln.

### Von der Säkularisation bis heute
Im Zuge der Säkularisation (1803) wurde die Abtei aufgelöst und zunächst das Inventar versteigert (1804). 1806 verkaufte der zwischenzeitliche Eigentümer, der bayerische König Maximilian Joseph, die Kirche und die Klosteranlage an den Kölner Weinhändler Johann Heinrich Pleunissen für 26.415 Reichstaler. Das spätgotische Adlerpult aus dem Jahre 1449 wurde in die Maxkirche nach Düsseldorf geschafft. Die Chemiker Johann Gottfried Wöllner und Friedrich Mannes pachteten das Gelände und richteten dort eine Chemiefabrik ein, um Berliner Blau herzustellen. Nach einer Explosion im Bereich des Kapitelsaales der Abtei in der Nacht vom 6. auf den 7. November 1815 entstand ein Feuer, das die Klostergebäude weitgehend vernichtete, auf das Dach der Abteikirche übergriff und den hölzernen Dachstuhl zerstörte. Klostergebäude und Kirche verfielen immer mehr. Es kam trotz Notdach zwischen 1821 und 1835 zu mehreren Teileinstürzen; 1830 stürzten erhebliche Teile des südlichen Querschiffs, die Vierung und die angrenzenden Chorpartien ein. In den darauffolgenden Jahren wechselten noch mehrfach die Besitzer. Die Anlage wurde schließlich teilweise als Steinbruch genutzt.

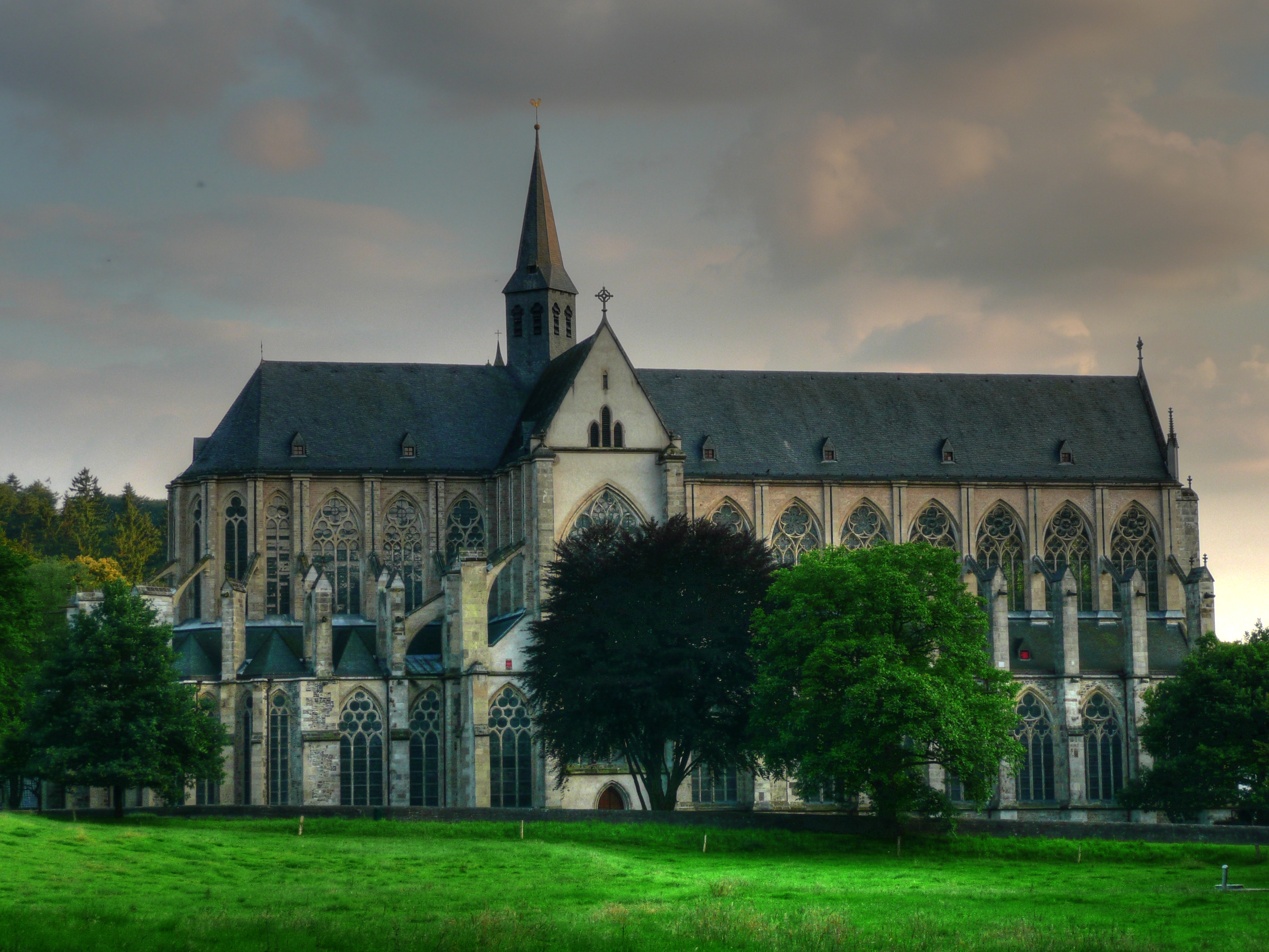
Der Dom von Norden

Kloster Altenberg (Kupferstich von Johann Jakob Sartor, 1707)

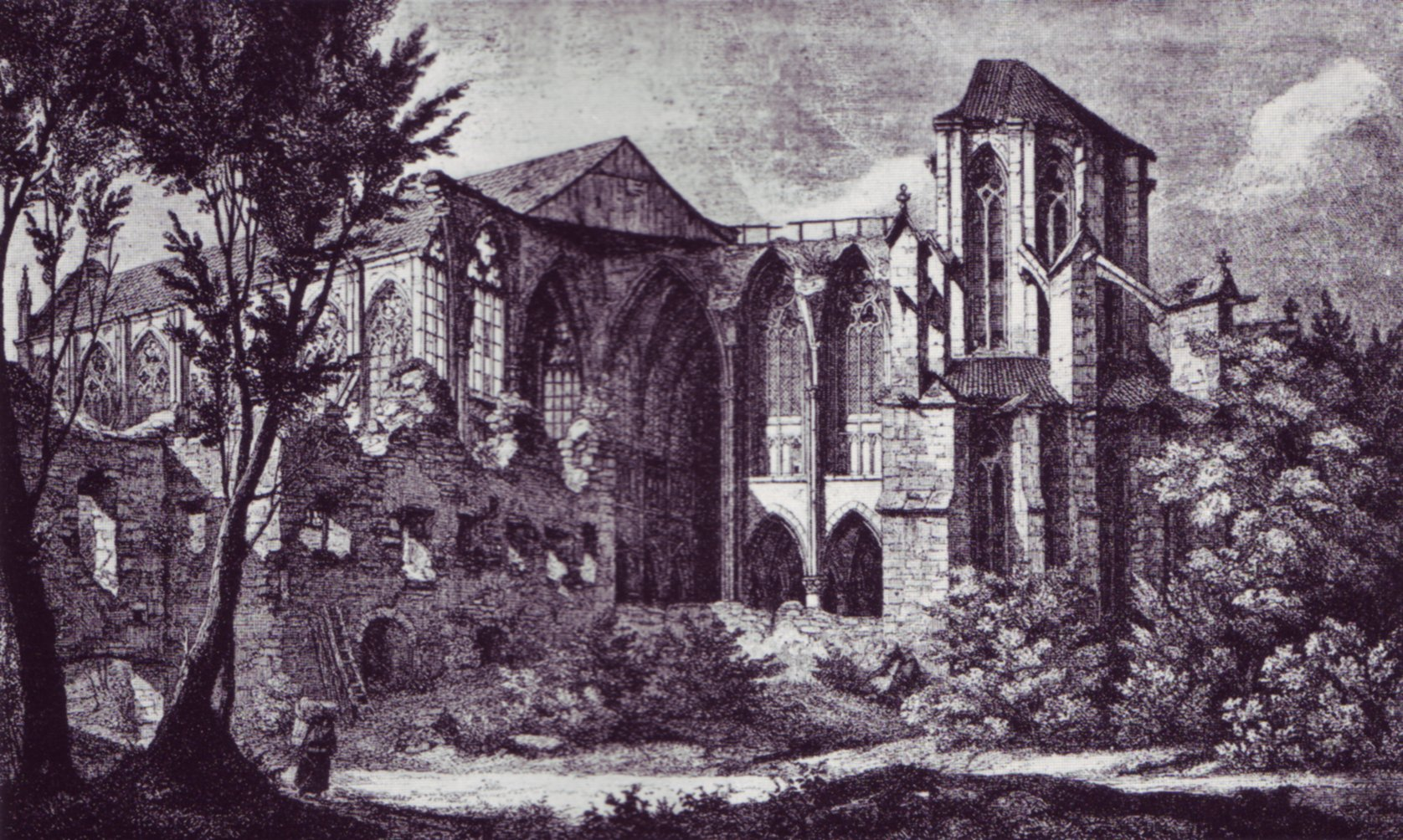
Der Altenberger Dom (Radierung von Eduard Gerhardt, 1834)

Im Jahre 1834 erwarb Franz Egon von Fürstenberg-Stammheim die Klosterkirche und ließ erste, allerdings unzureichende Sicherungsmaßnahmen durchführen. Für ihre Erhaltung setzte sich in dieser Zeit erfolgreich der preußische Staatsbeamte und Philologe Werner von Haxthausen ein. Nach einer Schenkung der Kirchenruine an den preußischen Staat unterstützte König Friedrich Wilhelm III. maßgeblich die Restaurierung der Abteikirche (über 70 % der Baukosten von ca. 100.000 Talern) mit der Auflage (die in einer Kabinettsorder Friedrich Wilhelms IV. vom 15. September 1856 niedergelegt wurde), dass die Kirche zukünftig als Simultankirche genutzt werde. Eine räumliche Trennung in einen evangelischen und katholischen Teil innerhalb des Gebäudes war zunächst geplant, wurde aber von König Friedrich Wilhelm IV. strikt abgelehnt. Der erste evangelische Gottesdienst fand dann am 13. August 1857 statt.
Weitere Restaurierungsphasen erfolgten 1894 bis 1912 sowie in den 1960er-Jahren. Zu dieser Zeit wurde eine Fußbodenheizung verlegt, die aber schon bald nicht mehr funktionierte. In den 1890er-Jahren wurden zwanzig der Grisaille-Fenster von der Köln-Lindenthaler Glasmalerei Schneiders und Schmolz restauriert und ergänzt.
1987 wurde bei einer Baubegehung die Notwendigkeit zu einer umfassenden Renovierung festgestellt, zwei Jahre später begann man mit der photogrammetrischen Vermessung.
Im Jahre 1994 wurden dann die umfangreichen Sanierungsarbeiten durch das Land Nordrhein-Westfalen begonnen. Im Laufe der Sanierung stellten sich größere Mängel als zunächst angenommen heraus, so dass die Arbeiten am Gebäude nicht wie geplant 2003 beendet, sondern erst im Sommer 2005 mit dem Wiedereinbau des renovierten Westfensters abgeschlossen werden konnten. Die Gesamtkosten für die Renovierung betrugen ca. 21 Millionen Euro. Anschließend wurde die Klaisorgel, die durch die Staubbelastung während der Renovierungsarbeiten erheblich gelitten hatte, einer Generalüberholung unterzogen. Dabei wurde das Instrument weitgehend demontiert und nach der Aufarbeitung und Erneuerung vieler Teile bis Ende 2005 wieder instand gesetzt.
Die Jahrhunderte haben dem Bauwerk, unter anderem durch Eindringen von Wasser, stark zugesetzt. Die gesamte Wasserableitung im Dachbereich musste erneuert werden; die alten Wasserspeier verloren dadurch ihre Funktion, blieben aber als Gestaltungsbestandteil erhalten. Der Druck des Gewölbes auf das Mauerwerk konnte nicht mehr allein von den äußeren Verstrebungen aufgefangen werden. Die Mauern hatten sich bereits bedenklich nach außen geneigt; das Gewölbe drohte in absehbarer Zeit einzustürzen. Aus diesem Grund mussten Zugeisen eingebaut werden, um die Mauern im oberen Teil zu stabilisieren und die äußeren Streben zu entlasten.
Am 25. August 2006 wurden die Restaurierungsarbeiten mit einem ökumenischen Festgottesdienst und einem Festakt im Beisein von Ministerpräsident Rüttgers, Kardinal Meisner, Erzbischof von Köln, und Nikolaus Schneider, Präses der Evangelischen Kirche im Rheinland, offiziell beendet.
In Altenberg ist nicht nur die mittelalterliche Kirche erhalten, sondern im Bereich der ehemaligen Klosterimmunität auch die 1230 erbaute Markuskapelle direkt an der Dhünn und Teile der ehemaligen Konventsgebäude unmittelbar südlich an den Dom anschließend, ungefähr in der gleichen Lage, in der sie ursprünglich gebaut wurden. Sie werden heute vom Erzbistum Köln als Jugendbildungsstätte Haus Altenberg genutzt. Eine im Frühjahr 2013 begonnene und auf zwei Jahre veranschlagte Grundsanierung diente dem Zweck, die ursprüngliche Baustruktur der Abtei stärker erkennbar werden zu lassen. Im Zuge des Umbaus wurden auch umfangreiche archäologische Grabungen durch eine Grabungsfirma und Bauforschungsprojekte auf dem Abteigelände durchgeführt. Der nördliche Abschnitt der Umfriedungsmauer des Klosterbezirks wurde ebenfalls restauriert.

## Ausstattung

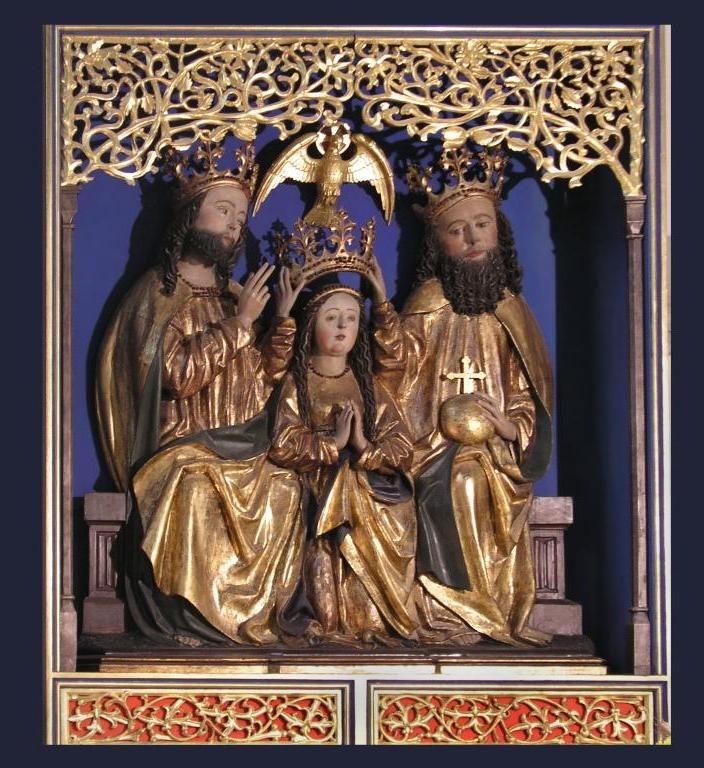
Mariä-Krönungs-Altar (2. Hälfte 15. Jahrhundert)
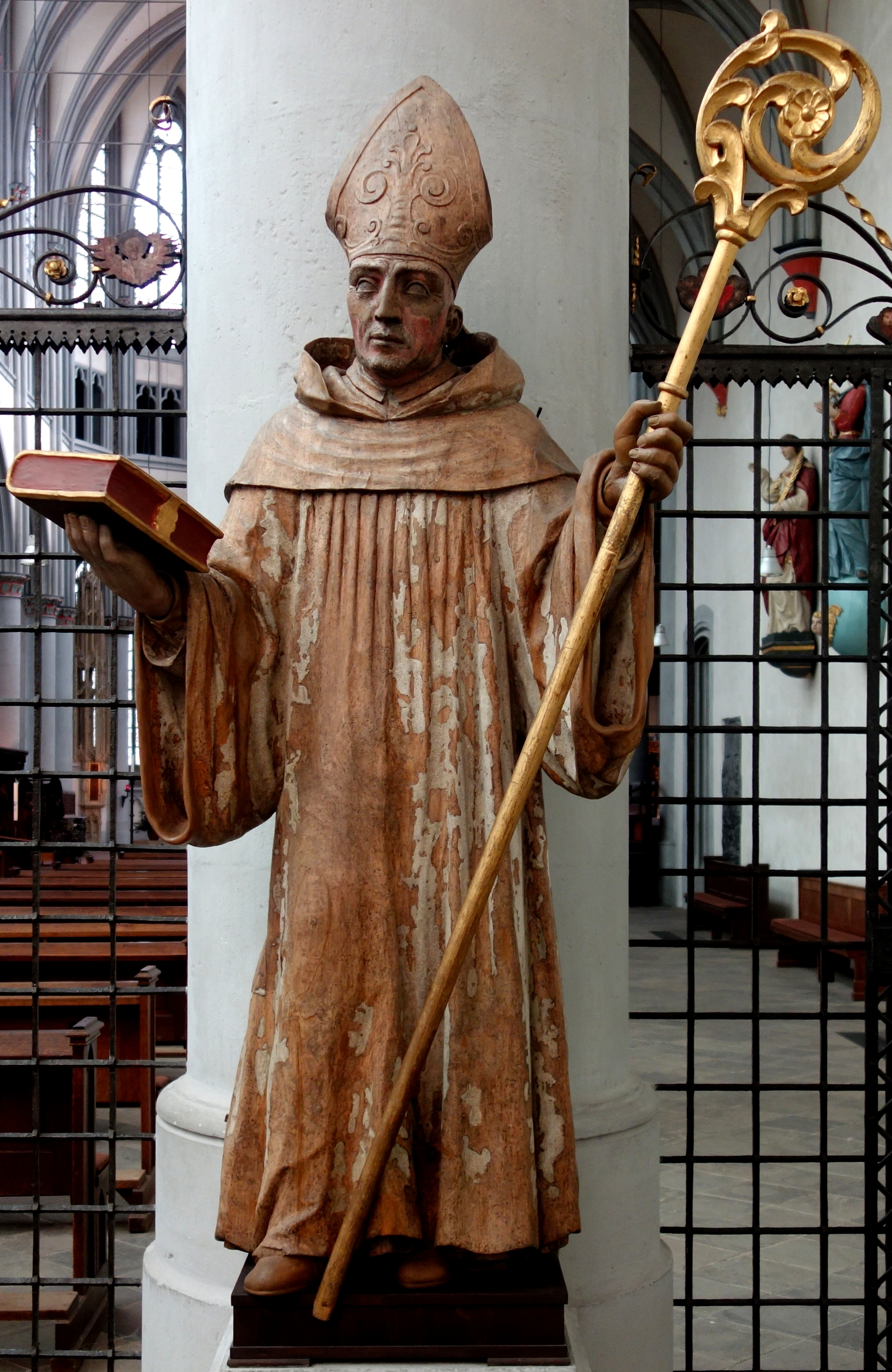
Bernhard von Clairvaux (Statue, Mitte 17. Jahrhundert)
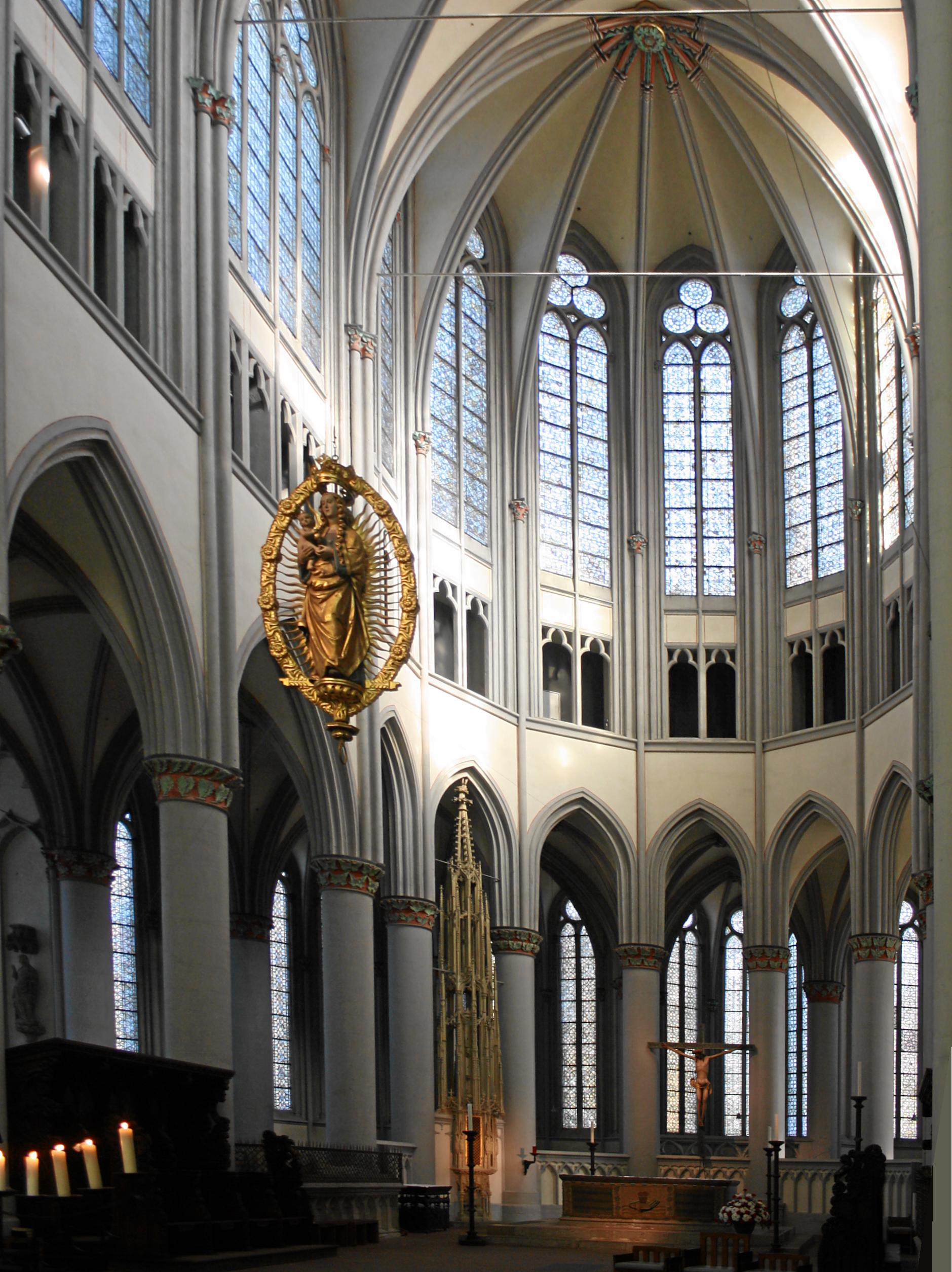
Chor mit Sakramentshaus
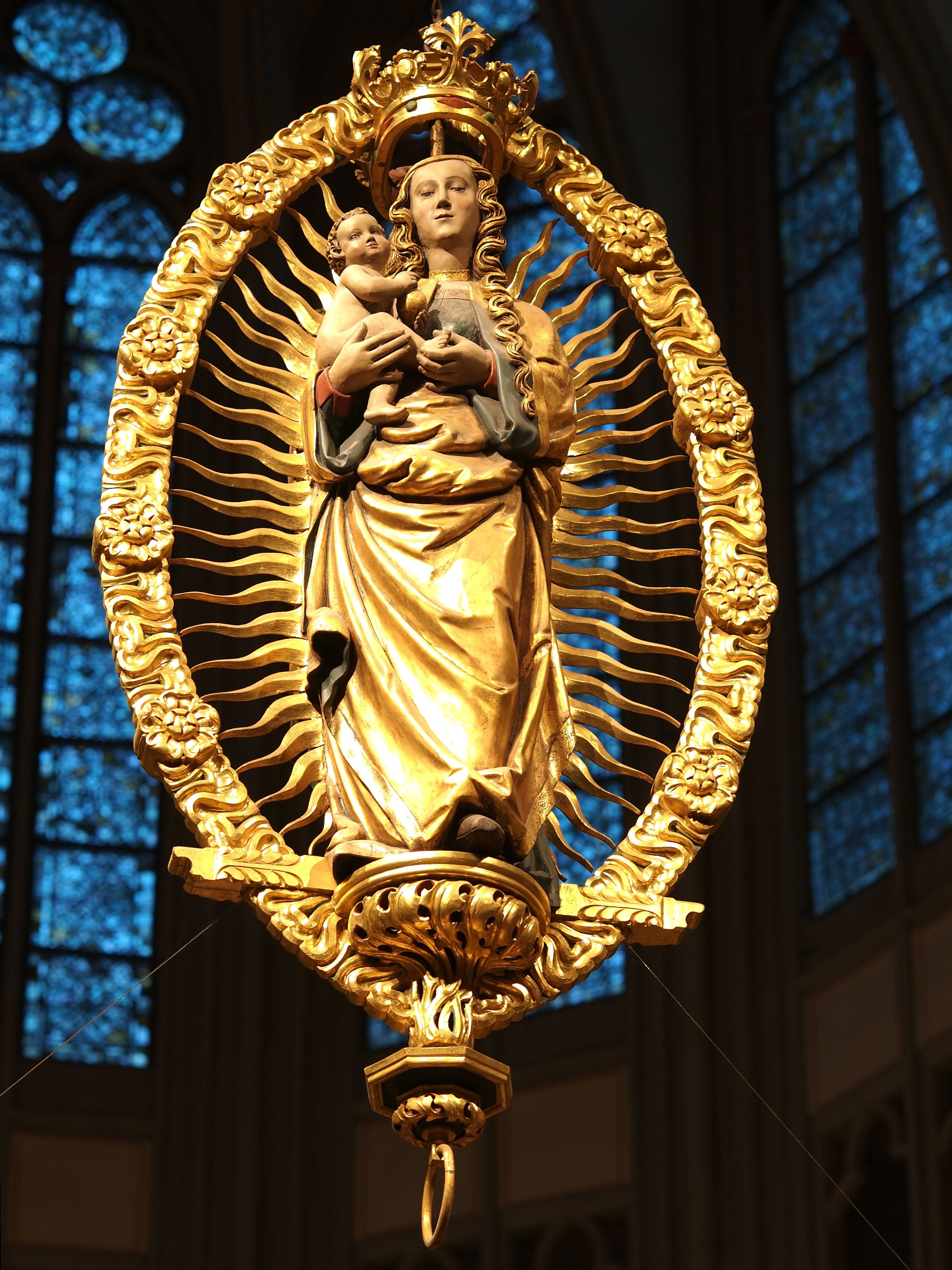
Strahlenkranzmadonna (um 1530)
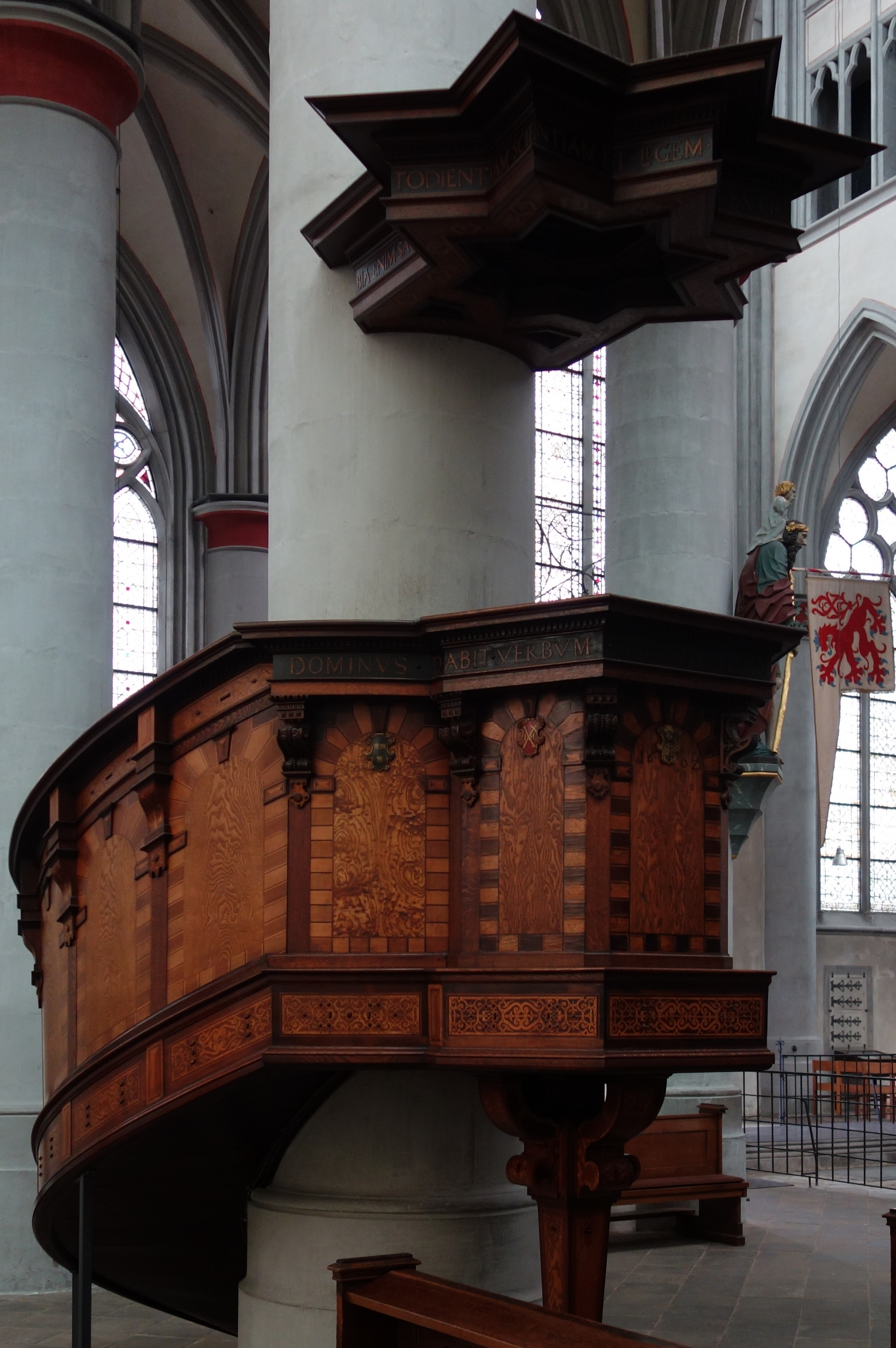
Kanzel (1602)
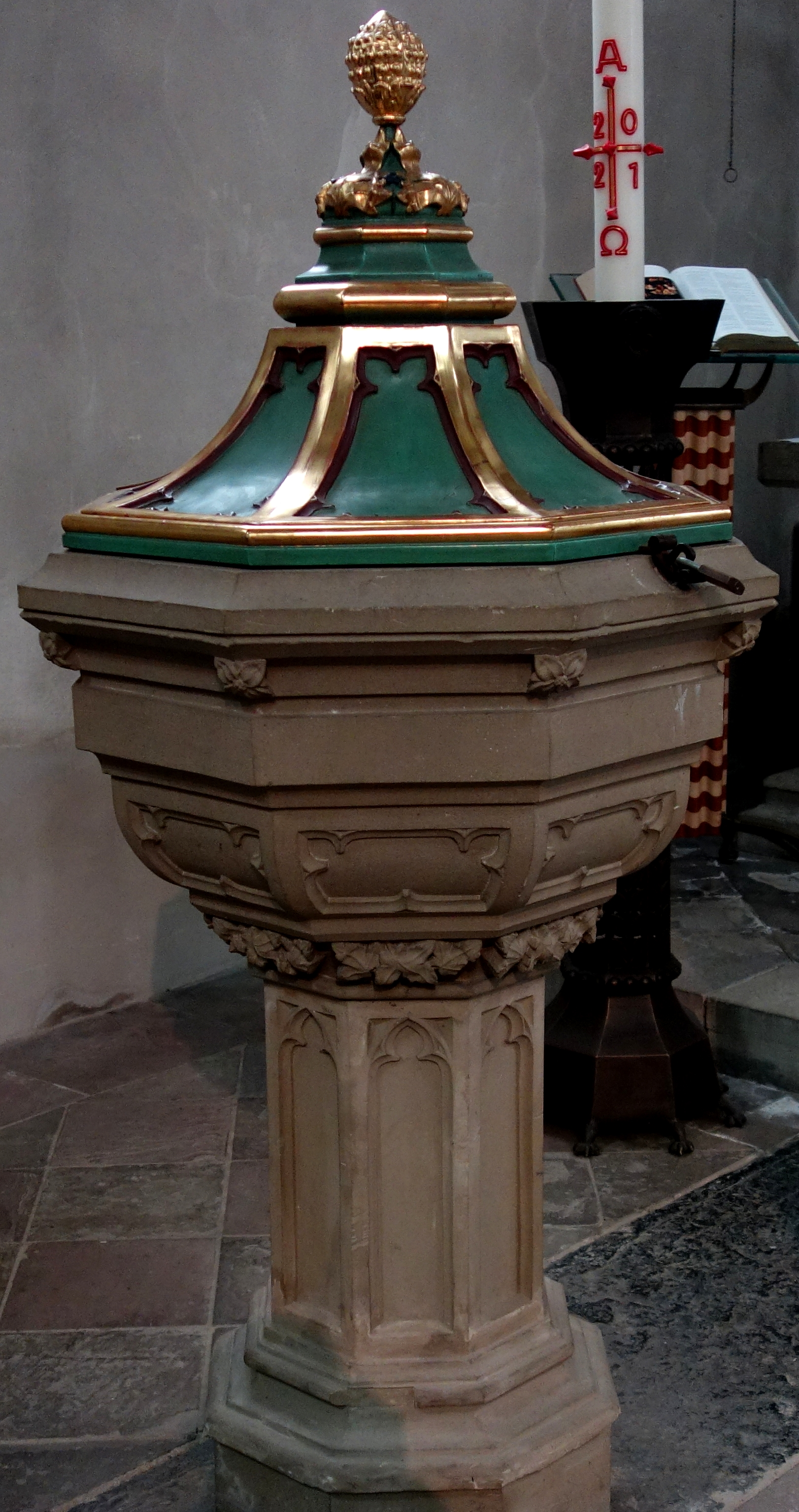
Taufbecken (um 1900)
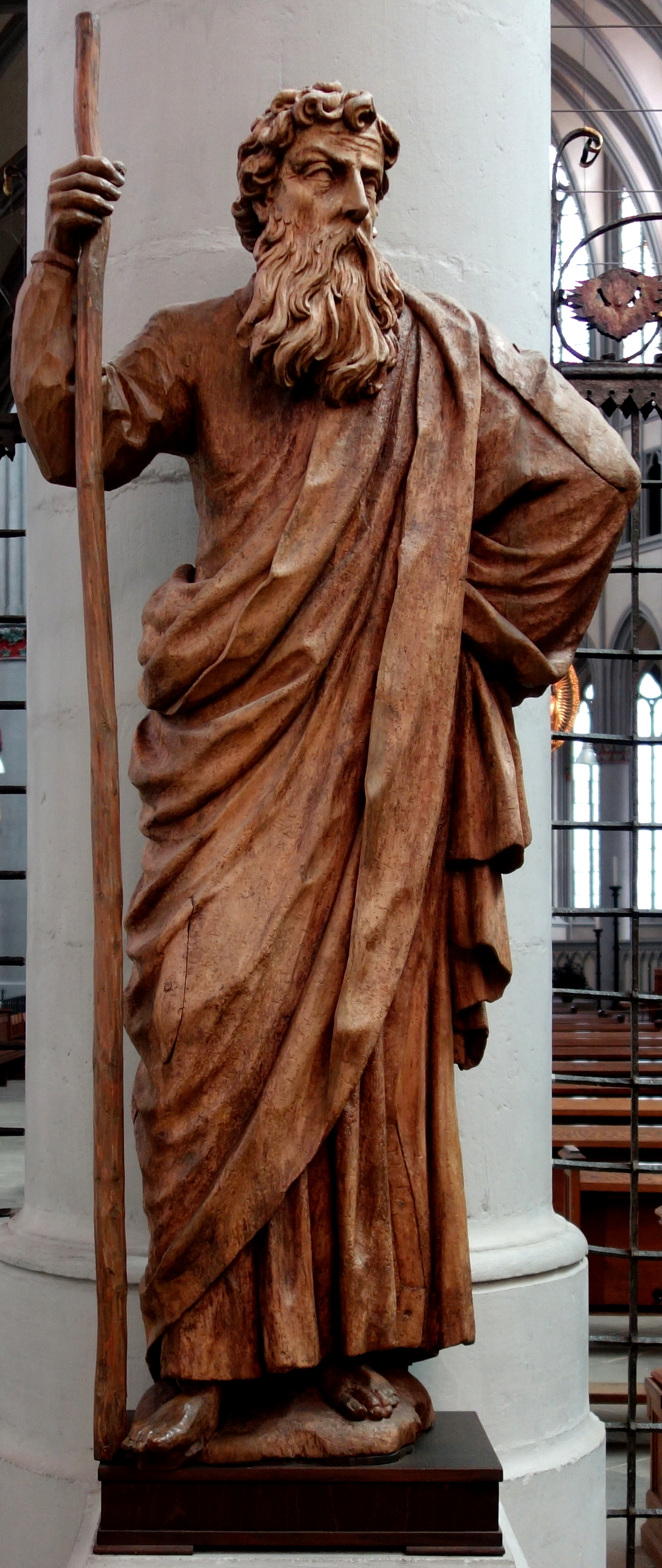
Apostel Thomas (Statue, Mitte 17. Jahrhundert)
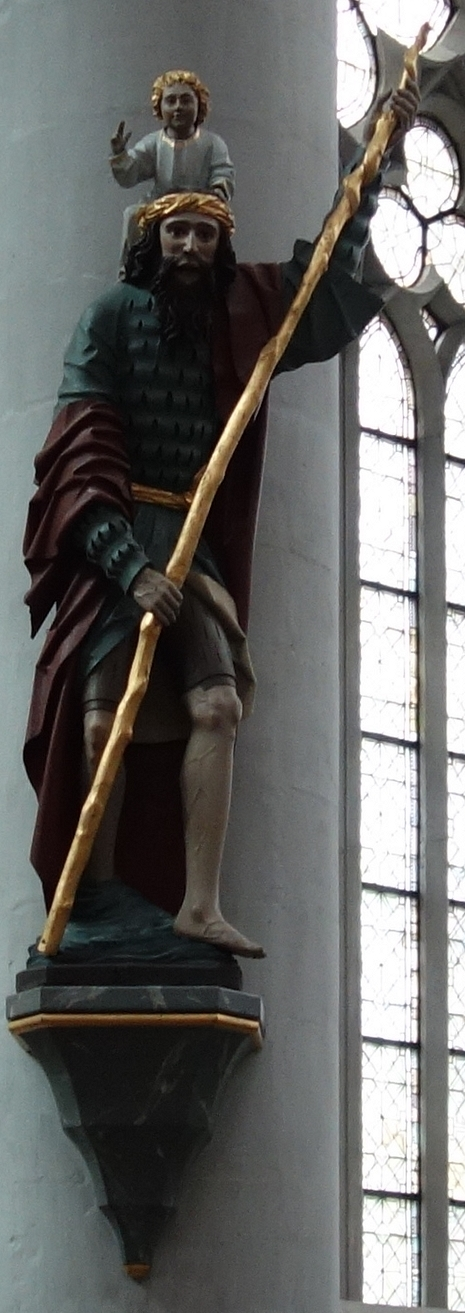
Christophorus (Statue, Ende 16. Jahrhundert)
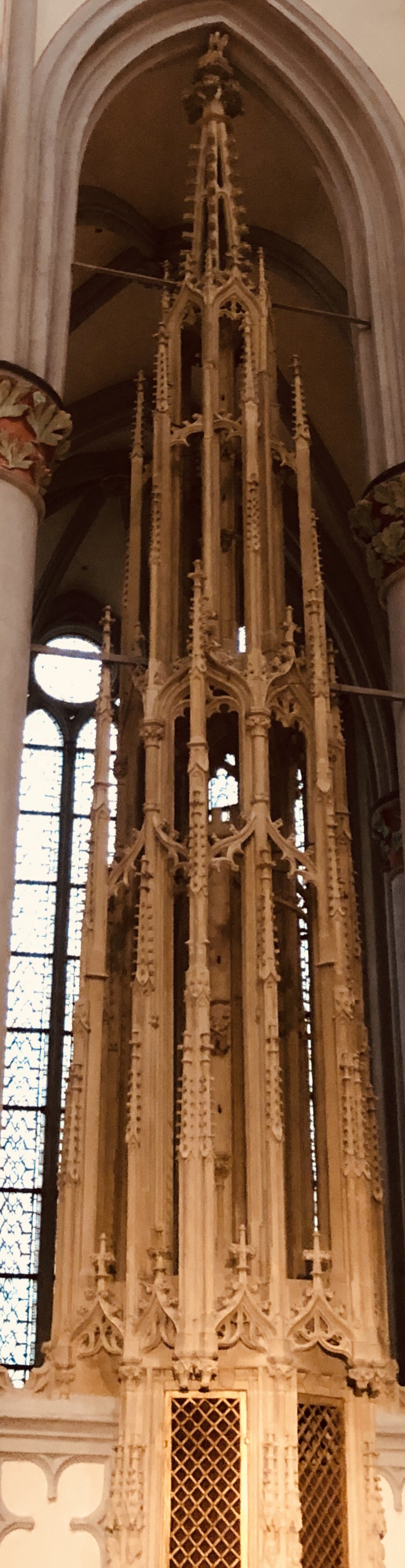
Gotisches Sakramentshaus
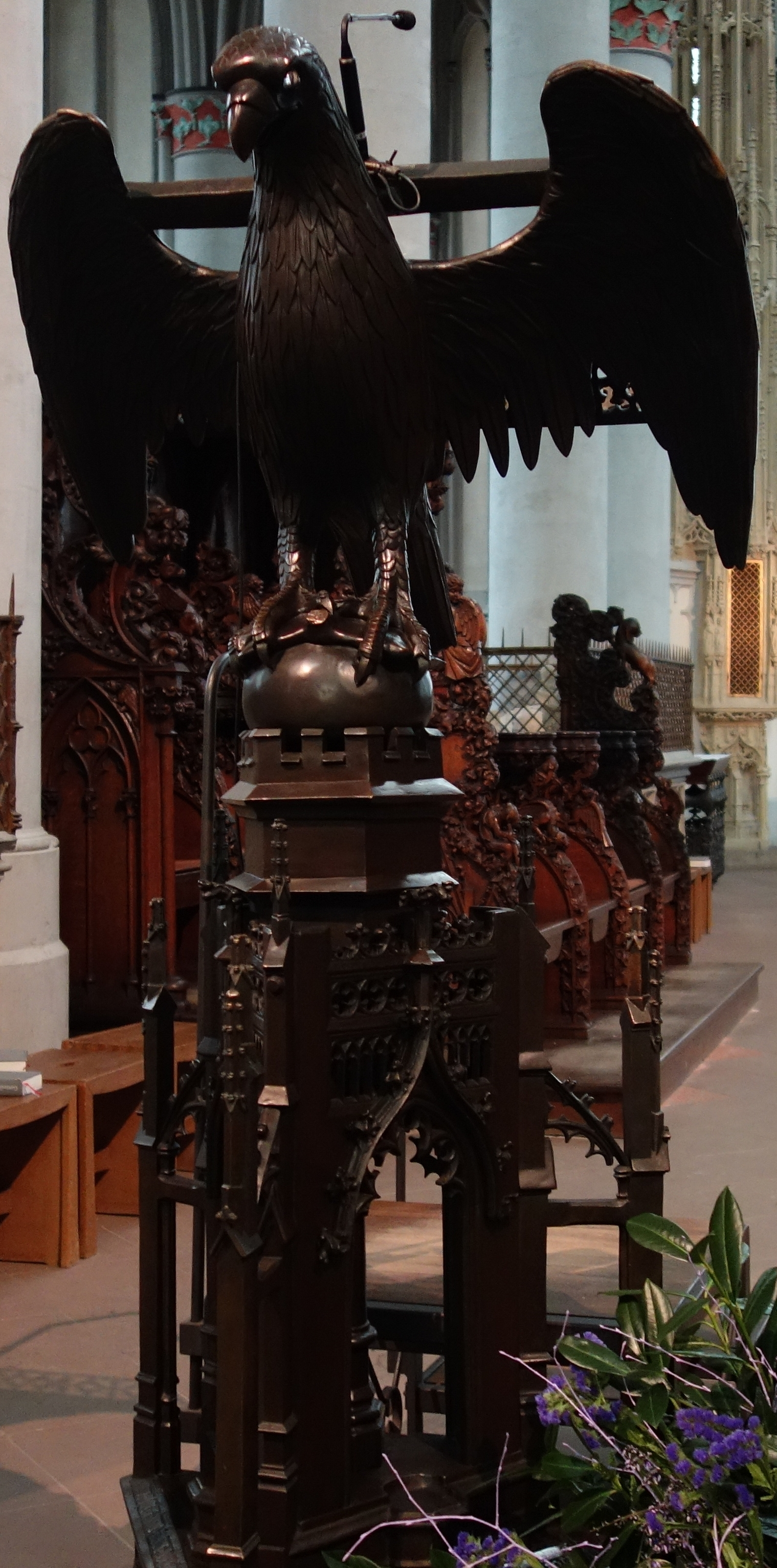
Adlerpult
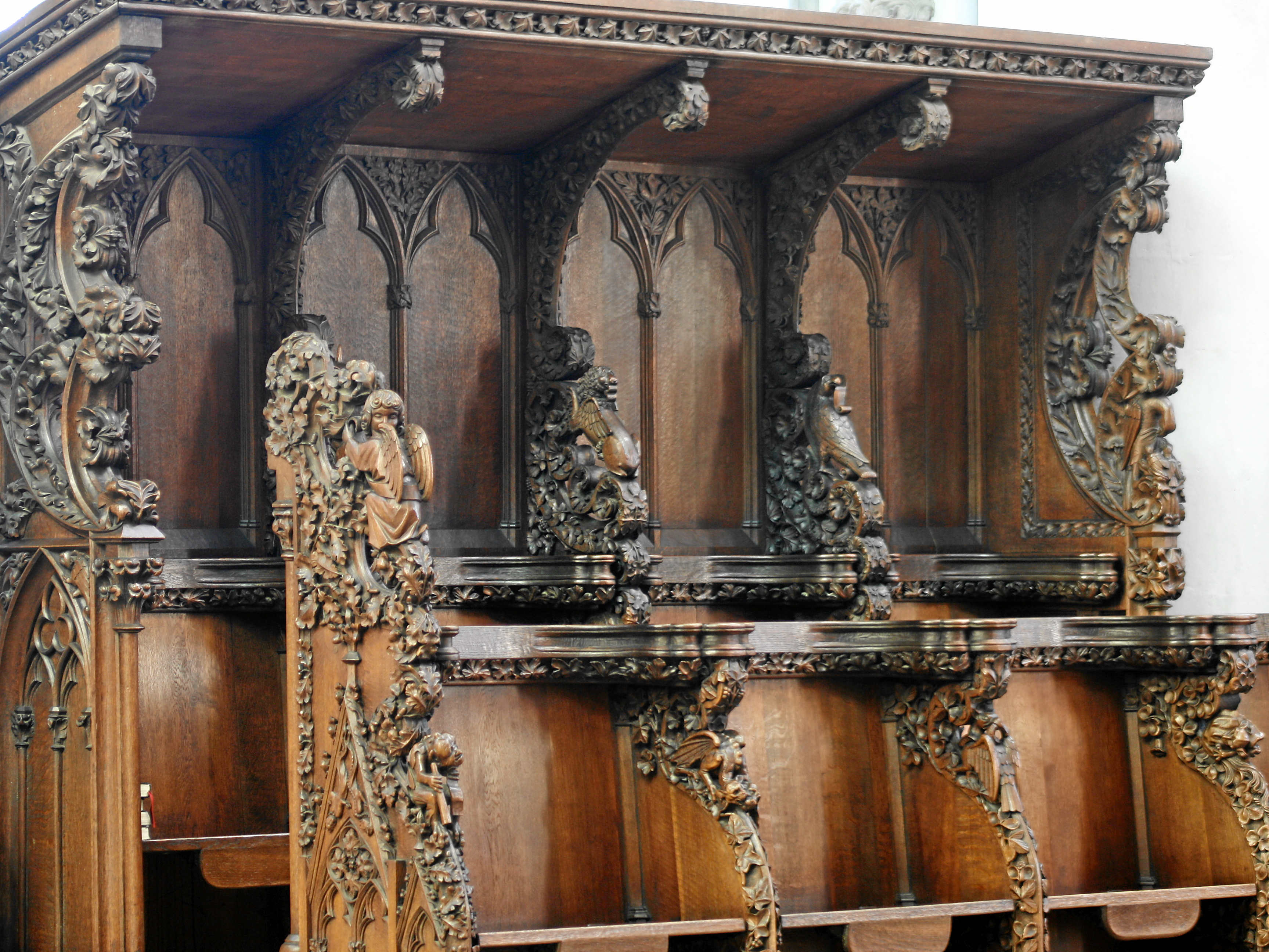
Chorgestühl
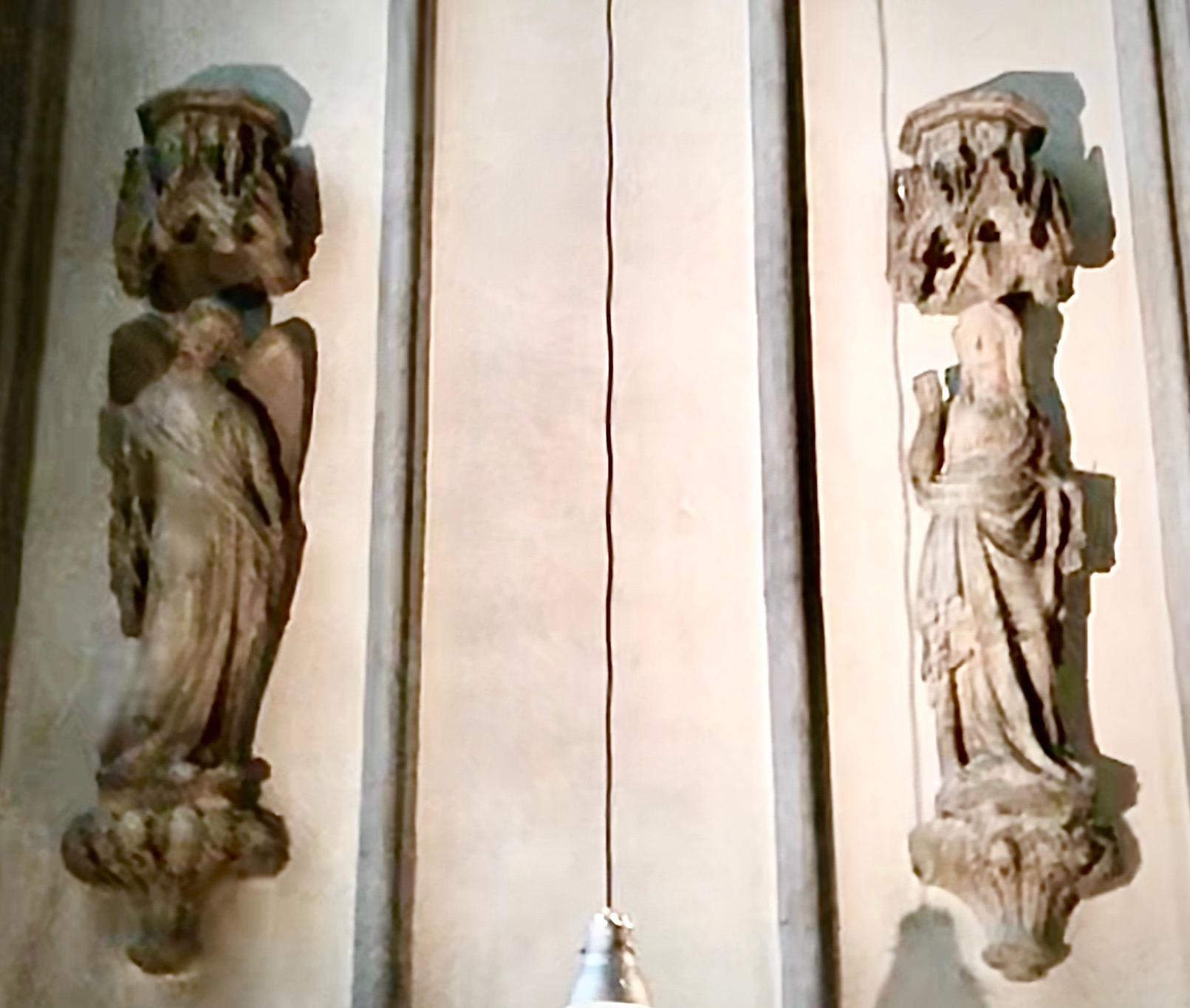
Verkündigungsgruppe mit deutlichen Schäden
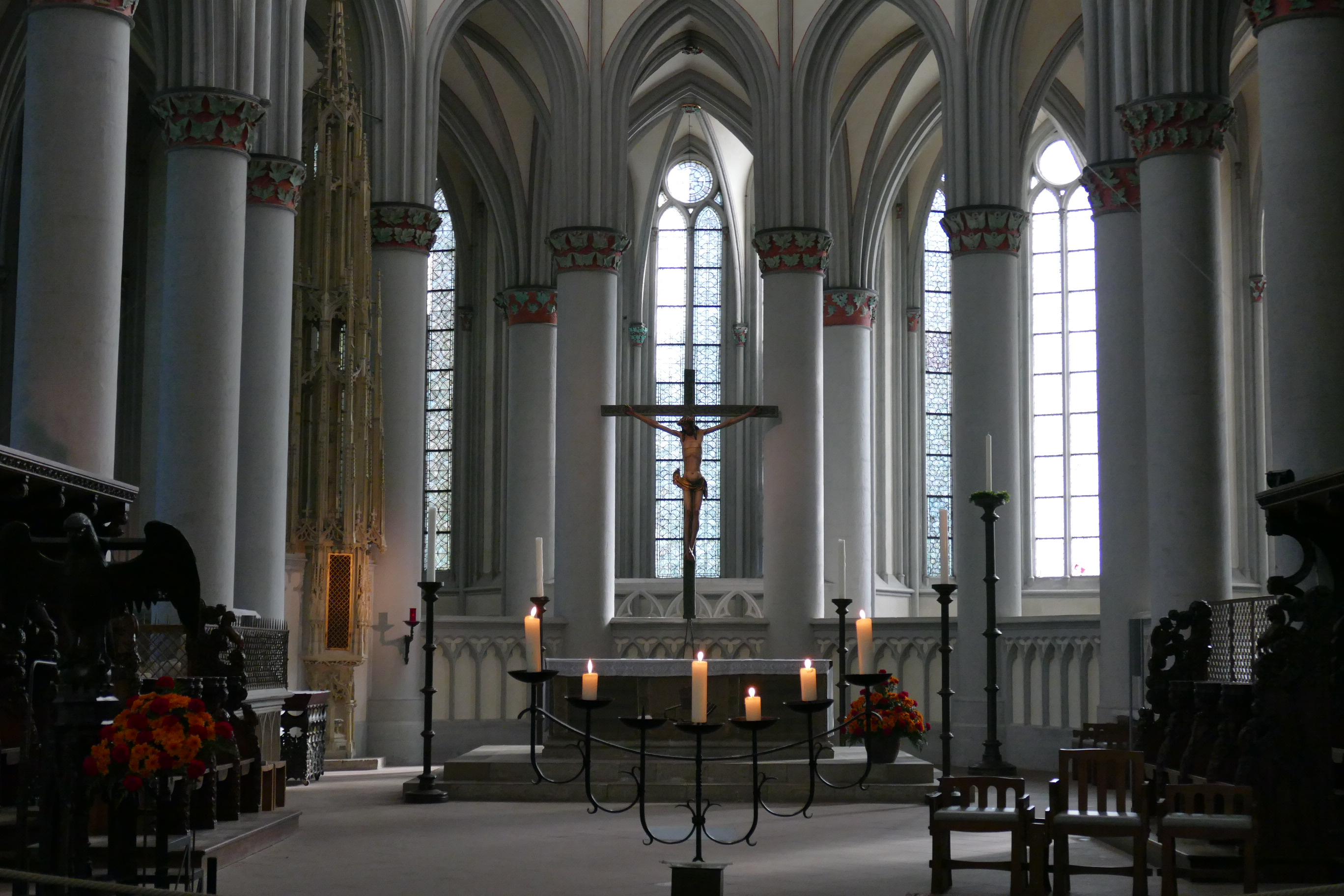
Kruzifix im Hochchor
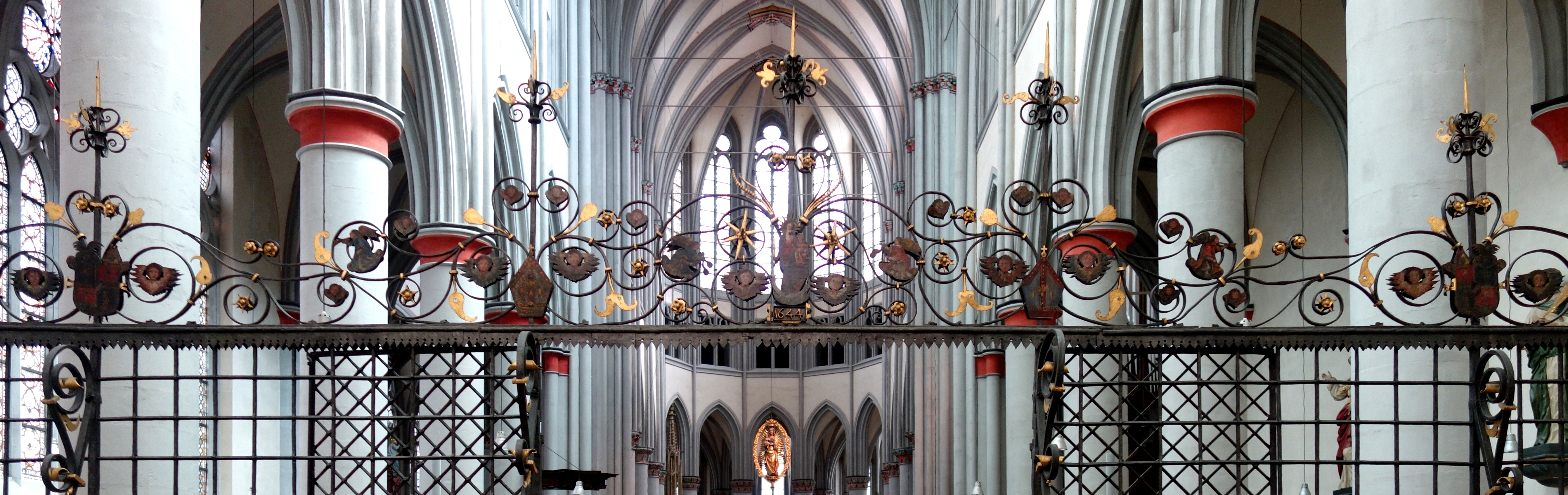
Lettner von 1644 (oberer Abschluss)
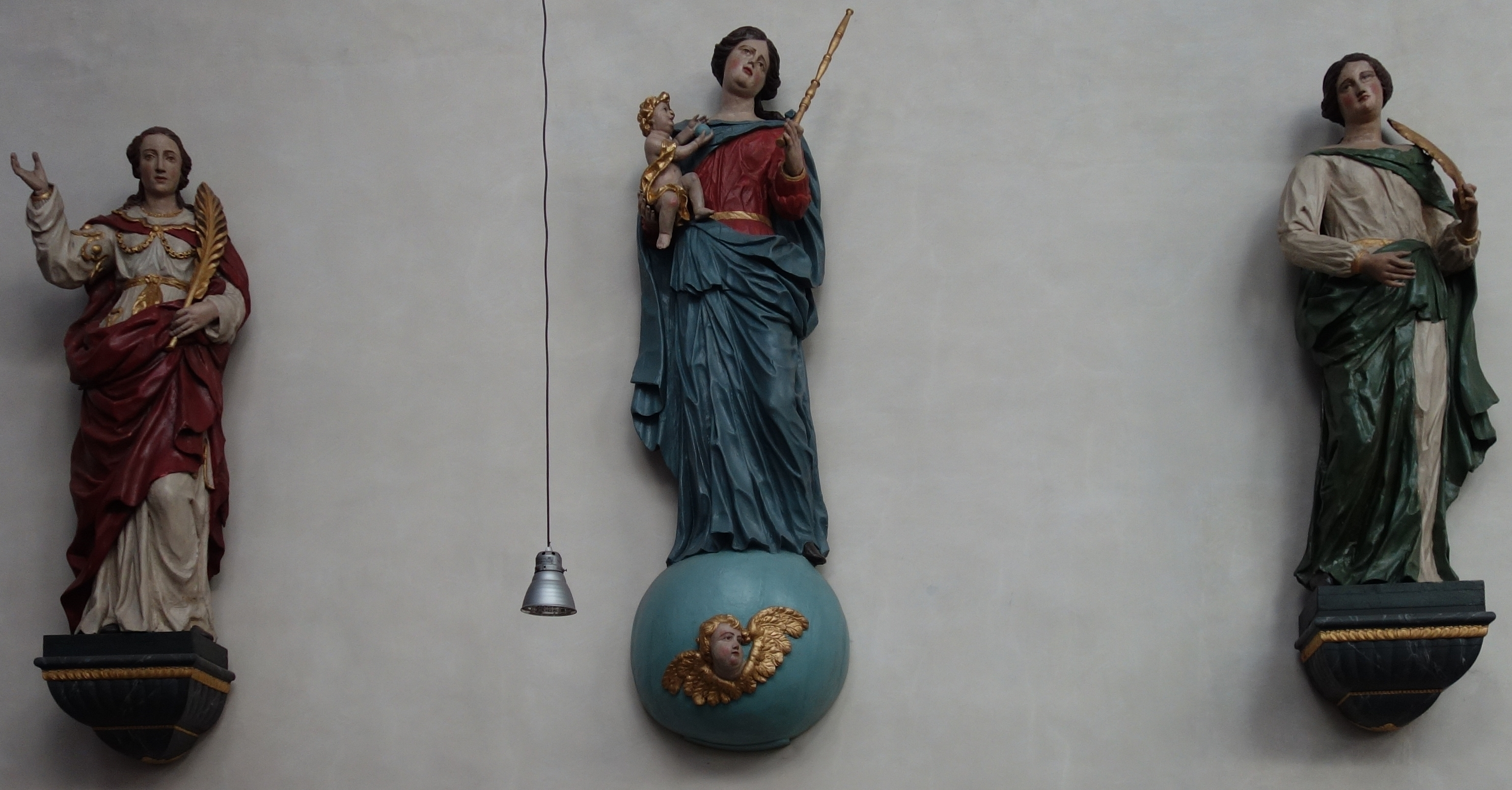
Maria Immaculata und Märtyrerinnen (Figurengruppe, Mitte 17. Jahrhundert)

Der Mariä-Krönungs-Altar befindet sich erst seit 1912 in der Kirche. Er ist am Ende des Mittelalters im Lübecker Raum entstanden und zeigt die Krönung der Gottesmutter Maria durch die Heilige Dreifaltigkeit. Der jetzige Zustand ist das Ergebnis der Restaurierung von 1994 bis 1998.
Das Chorgestühl ist eine Nachbildung des Gestühls aus der Zeit um 1300. Das Original hatte vermutlich mehr als 100 Sitze und war reichlich mit Figuren und Blattwerk versehen. Die wenigen nach der Säkularisation erhaltenen Originalteile befinden sich heute im Kunstgewerbemuseum in Berlin.
An der Ostwand der Taufkapelle befinden sich die beiden Figuren der Verkündigung des Herrn aus der Zeit um 1390, die ursprünglich an der Westfassade der Kirche, oberhalb der Tür, angebracht waren. Dort stehen jetzt die Gottesmutter und der Erzengel der Verkündigungsgruppe, die 1936 von Hermann Paul Simon aus Köln geschaffen wurde. 1931 holte man die mittelalterliche Gruppe in den Innenraum, um sie vor der Witterung zu schützen. Beide Figuren sind aus Tuffstein und waren ursprünglich farbig. Sie stehen auf staufischen Konsolen des 13. Jahrhunderts, die aus der ehemaligen Abtei stammen. Sowohl Maria als auch der Engel Gabriel sind fein und zart modelliert. Sie gehören mit ihrer Eleganz zum „Weichen Stil“, der durch Peter Parler, aber auch durch die Kölner Malerschule um Stefan Lochner geprägt wurde.
Noch aus dem Mittelalter (zweite Hälfte des 15. Jahrhunderts) stammt die Skulptur des Gekreuzigten im Scheitel des Hochchores (Kruzifix im Hochchor). Die farbige Fassung des verhalten leidenden Christus wurde mehrfach überarbeitet, und um 1800 erneuerte man den Kreuzbalken, der mit Ranken bemalt ist.
In etwa gleicher Zeit (1490) vollendete der Steinmetz Walter von Schlebusch das Sakramentshaus, welches Abt Arnold von Monnikendam in Auftrag gab. Als Material verwendete man Flötenstein, ein Phonolit-Lava aus der Eifel. Das Sakramentshaus war ursprünglichen farbig gefasst. In Höhe der Gittertürchen findet man kleine Apostelfiguren. Auf der Spitze der bekrönenden Kreuzblume prangt ein Pelikan, der sich selbst die Brust aufreißt, um seine Jungen mit seinem Blut zu nähren, ein Hinweis auf die Eucharistie.

### Altenberger Madonna

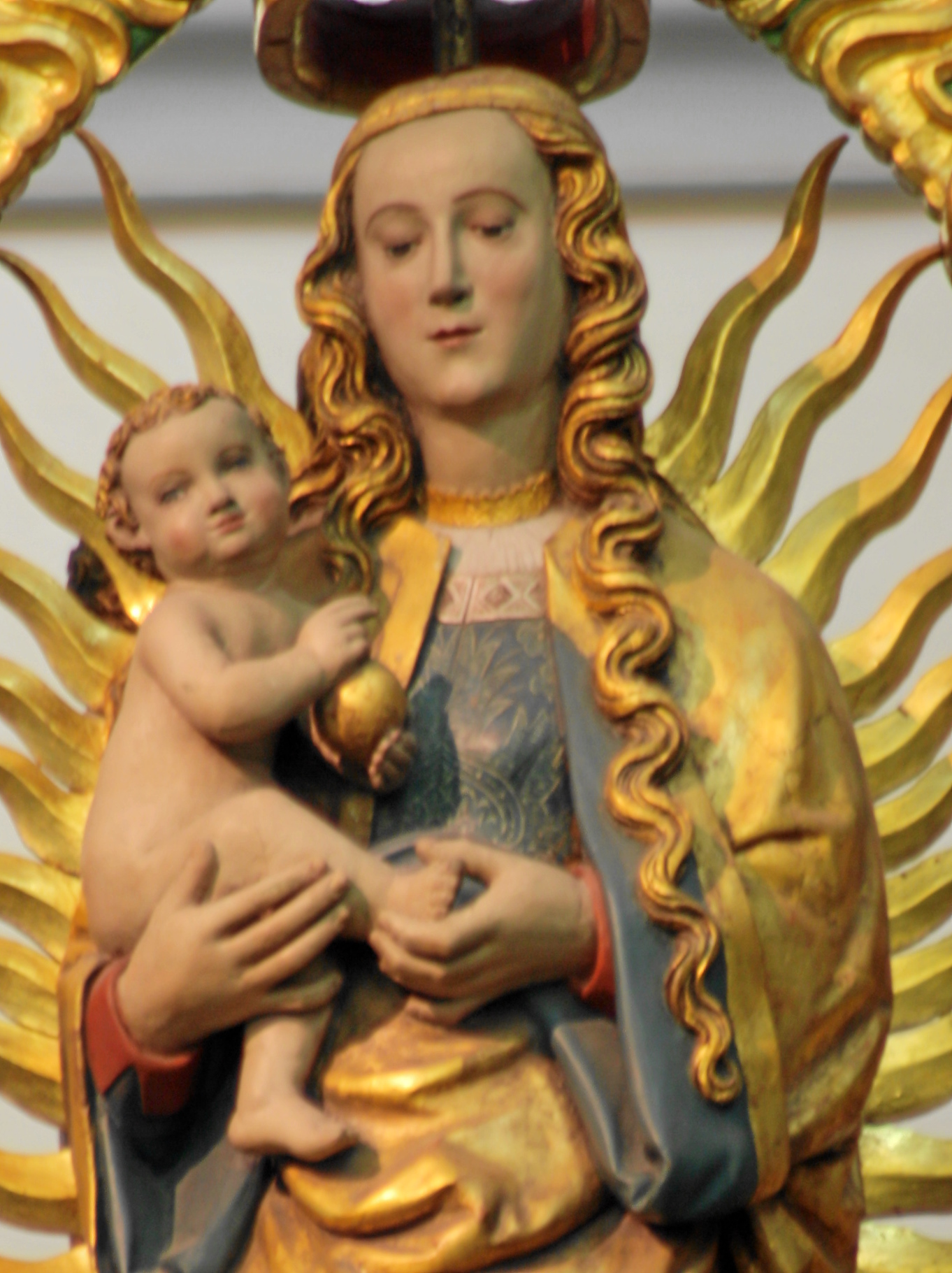
Madonna Detail

In der Vierung über dem Zelebrationsaltar hängt frei die „Altenberger Madonna“, eine Madonna im Strahlenkranz, die aus dem Jahr 1530 stammt. Sie ist doppelseitig geschnitzt. Sie wurde vermutlich im südniederländischen Raum geschaffen. Auftraggeber war der Abt Andreas Boelgen. Im 20. Jahrhundert bekam die Skulptur eine besondere Bedeutung, als der Jugendseelsorger Ludwig Wolker die Madonna von Altenberg zur „Königin des Bundes“, des Katholischen Jungmännerverbandes erklärte; das Haus Altenberg neben dem Dom war ab den 1920er-Jahren das Zentrum der katholischen Jugendarbeit in Deutschland.

### Westfenster

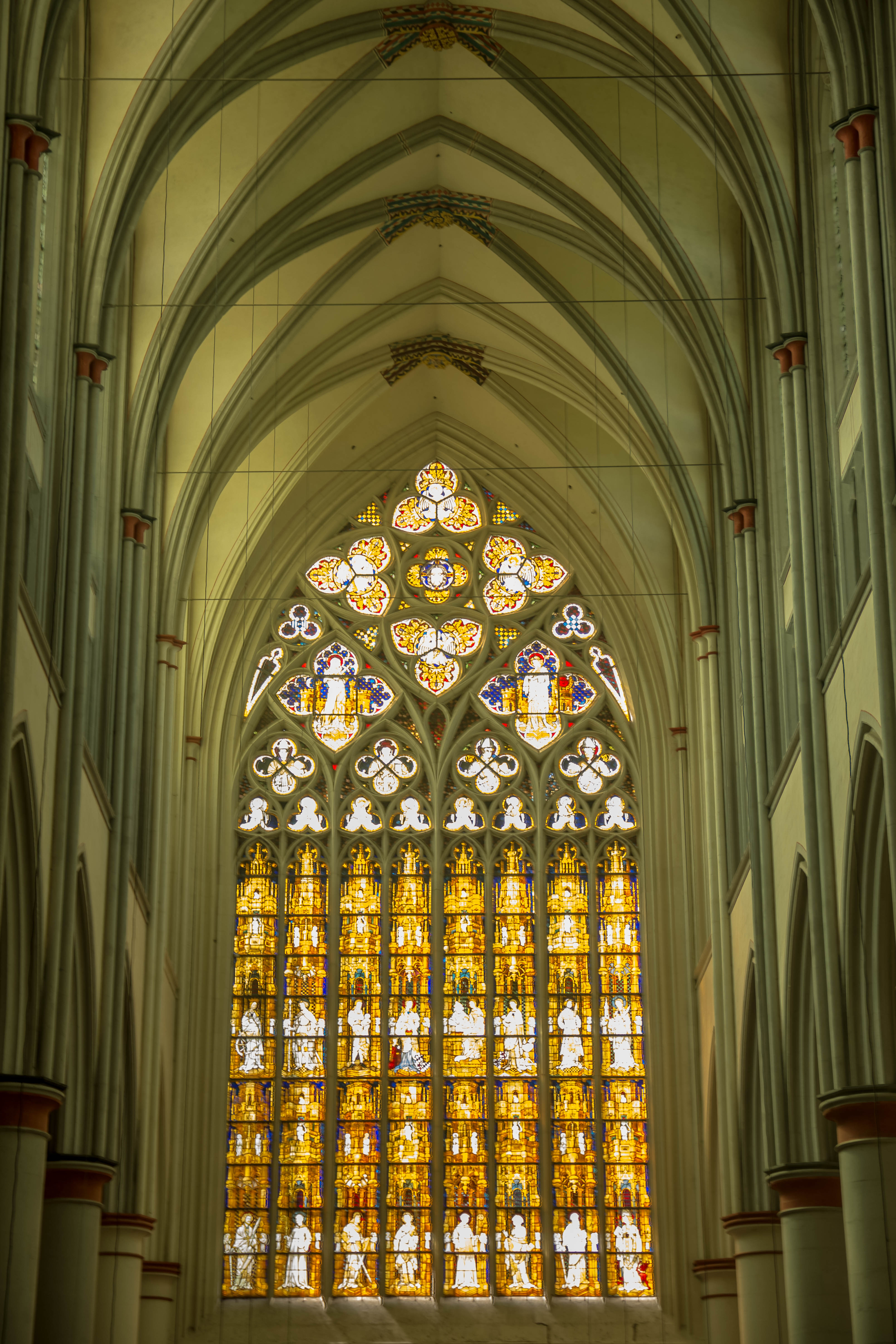
Westfenster

Das um 1390 entworfene und vermutlich vor 1400 fertiggestellte Westfenster des Altenberger Doms ist mit einer Fläche von 144 Quadratmetern das größte gotische Bleiglasfenster nördlich der Alpen. Es stellt das himmlische Jerusalem dar. Die Stifter des Fensters, das erste bergische Herzogspaar Anna von der Pfalz und Wilhelm II. von Berg, sind als kniende Figuren in der Zentralgruppe der Glasmalerei dargestellt. Die Entwürfe für das Westfenster stammen von einem anonymen Maler, der nach einem seiner Werke als Meister des Berswordt-Retabels bezeichnet wird und vermutlich von 1385 bis kurz vor 1400 in Köln tätig war. Die heutige Ordnung der Scheiben liegt im Ausbau kurz nach 1821 begründet und wurde nach der dritten Restaurierung von 1894 bis 1898 hergestellt; die letzte Restaurierung des Westfensters wurde von 1994 bis Mai 2005 in der Werkstatt der Glasmalerei Peters GmbH in Paderborn durchgeführt. Im Rahmen von sehr umfangreichen Sanierungsarbeiten am Dom wurde dabei auch eine Schutzverglasung eingebaut; das farbige Fenster ist dadurch im Abstand von einigen Zentimetern innen vor diese Schutzverglasung gehängt worden, um es zukünftig vor den Einflüssen der Witterung zu schützen. Es wurden auch zusätzliche Verstrebungen, sogenannte Windeisen eingebaut, wofür eine seitliche Durchbohrung der Wand erforderlich war. Allerdings konnte nicht das gesamte Westfenster restauriert werden, da in den 1960er-Jahren Arbeiten vorgenommen worden waren, die sich nicht leicht rückgängig machen ließen.

### Reliquien
Der Altenberger Dom verfügte über einen bedeutenden Reliquienschatz, der im Zuge der Säkularisation Ende des 18. und Anfang des 19. Jahrhunderts zum Großteil verloren ging. Dazu gehörten Kopfreliquien der beiden römischen Märtyrer Johannes und Paulus, die von Abt
Hermann von Hochheim 1344 von einem „guten gottesfürchtigen Reisenden“ erworben und mehrfach in Reliquiare gefasst wurden. 1543 beschlagnahmte sie Herzog Wilhelm IV. vorübergehend zur Finanzierung eines Krieges. Zur Zeit von Abt Franz Cramer (1779–1796) mussten zur Finanzierung von dessen luxuriösem Lebensstil und wegen Kriegskontributionen zahlreiche Wertgegenstände des Klosters Altenberg zu Geld gemacht werden; damals verlor sich auch die Spur der Reliquien.
Die beiden Reliquien wurden im Jahr 2012 bei Aufräumarbeiten in einer Schachtel in der Sakristei der Kirche St. Pankratius in Odenthal wieder aufgefunden und am 1. Juni 2014 während eines von Kardinal Joachim Meisner zelebrierten Hochamtes in einem vom Künstler Heinz Mack geschaffenen neuen Doppelreliquiar wieder in den Altenberger Dom überführt. Aus Rücksicht auf die Bedürfnisse der evangelischen Kirche, die den Dom mitbenutzt, wurde das modern gestaltete Doppelreliquiar nicht fest im Dom installiert, sondern wird in der Sakristei aufbewahrt und nur zu besonderen Anlässen gezeigt.

### Herzogenchor
Im Herzogenchor hängt ein Totenschild aus dem Jahr 1511, der im Jahr 2001 restauriert von Mitgliedern der Ordensgemeinschaft St. Hubertus übernommen wurde.

### Kirchenmusik

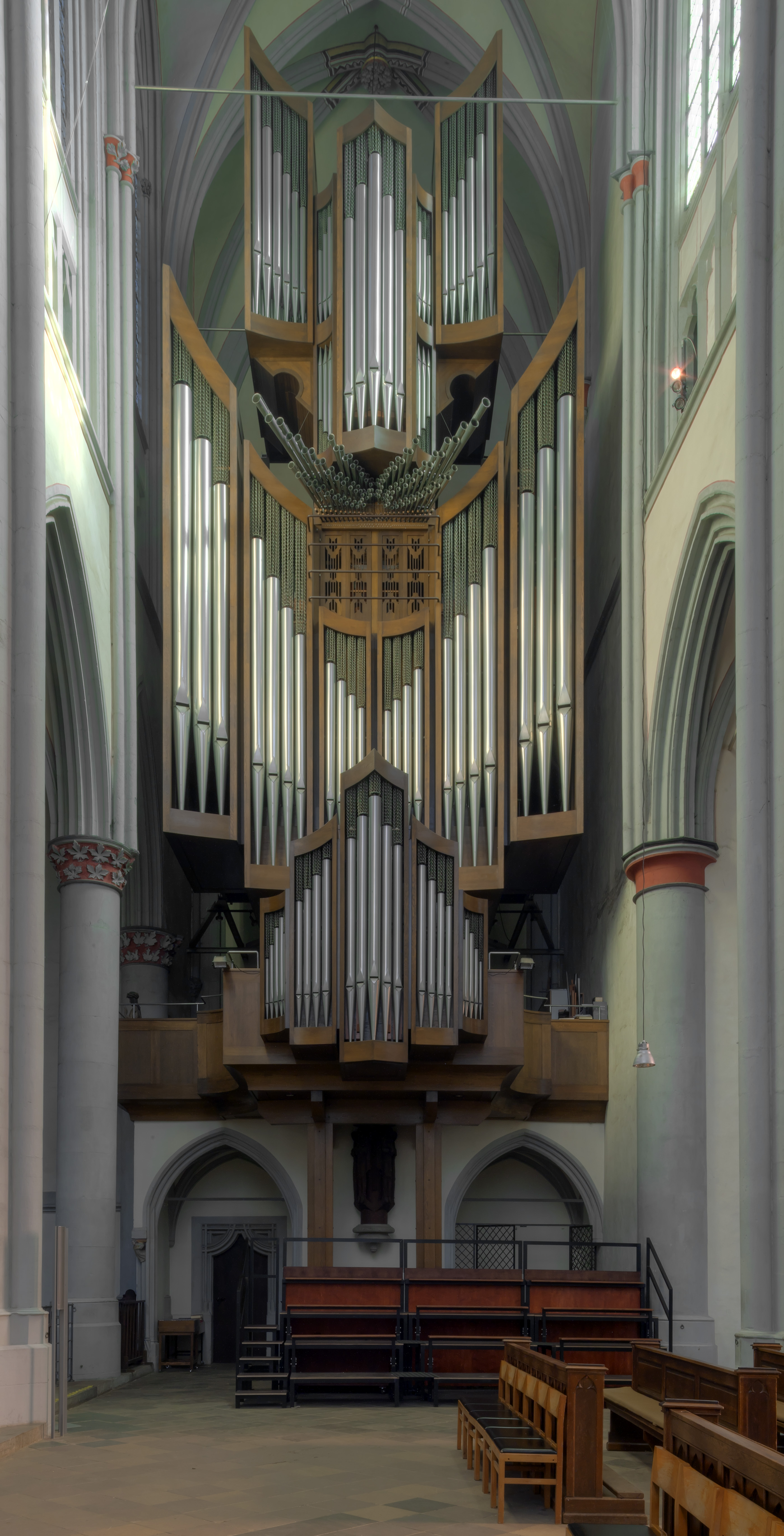
Die Orgel

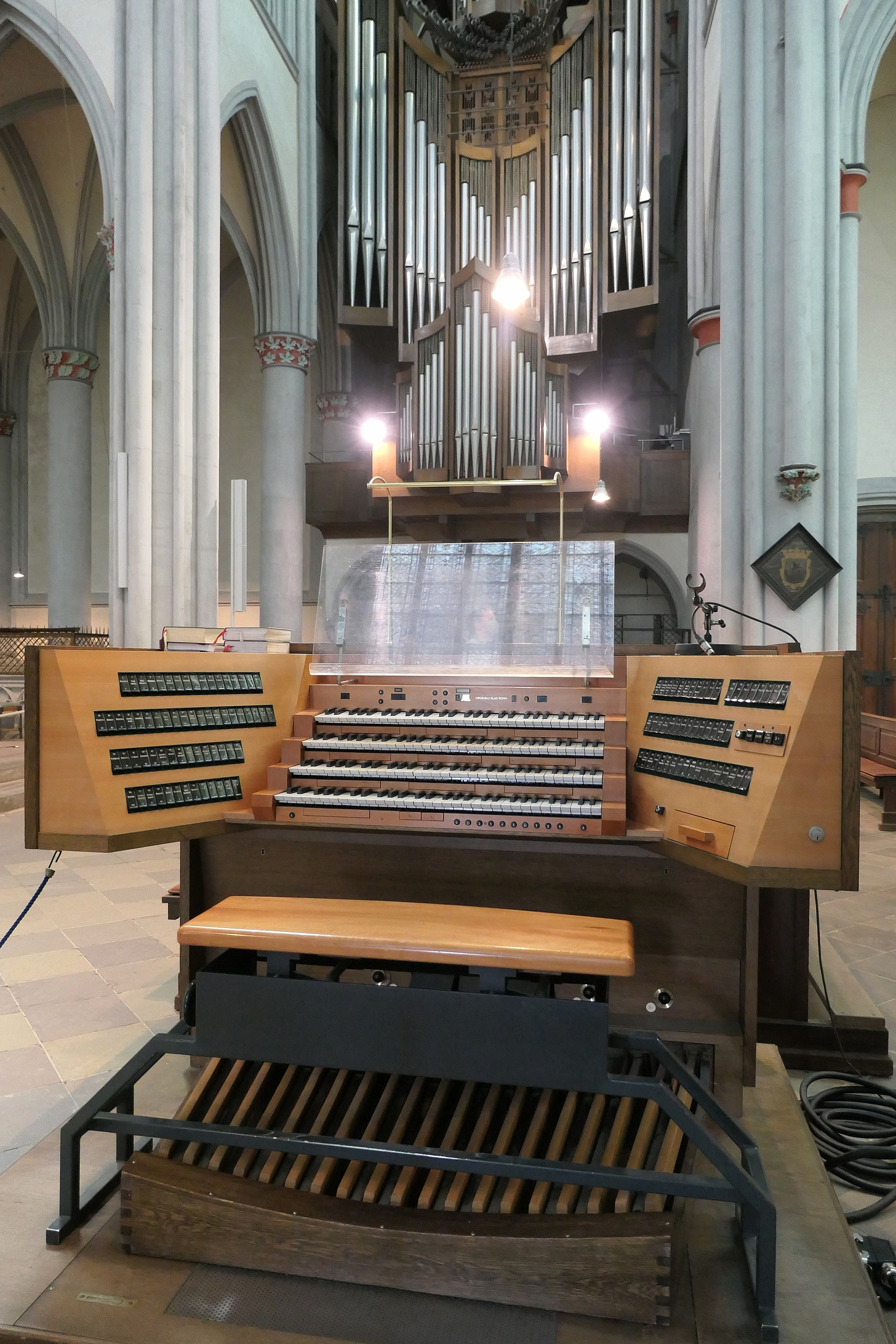
Mobiler Spieltisch

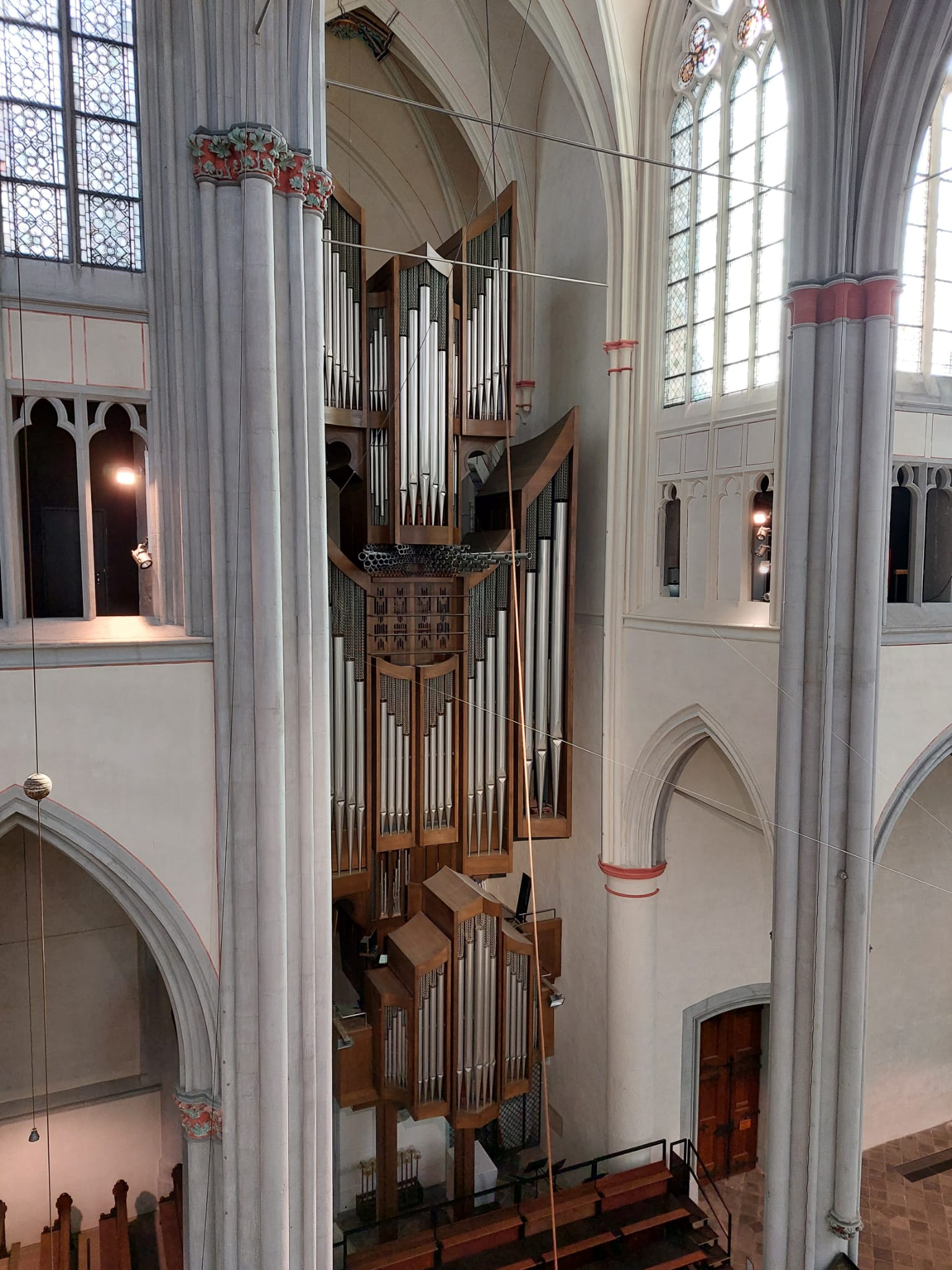
Seitlicher Blick auf die Orgel

In der Region überaus beliebt ist die Kirchenmusik im Altenberger Dom. Von Mai bis Oktober finden sonntags regelmäßig geistliche Musiken und Vespern statt, und zwar um 11:45 Uhr (kath.) und um 14:30 Uhr (ev.). Hinzu kommt ein weit gefächertes Konzertprogramm, über das die beiden Kirchengemeinden gesondert informieren.

### Orgel
Die bedeutende Orgel, die ein Instrument von 1930 ersetzte, stammt aus dem Jahr 1980. Sie wurde von Johannes Klais Orgelbau in Bonn gebaut und unter der Leitung von Günther Schumacher montiert. Das Instrument besteht aus insgesamt 6.300 Pfeifen, deren kleinste 7 mm und deren größte 12 m misst. Es wiegt ungefähr 30 Tonnen.
Nach der Sanierung des Doms wurde im Dezember 2005 die Orgel grundlegend reorganisiert sowie, verbunden mit einer leichten Winddruckerhöhung, umintoniert. Die Reorganisation umfasste den Neubau einiger Register. Ab Mai 2007 erfolgte die letzte Erweiterungsphase der Domorgel mit dem Einbau der Pedalregister Contraposaune 32′, Quinque Decimus 10 2⁄3′ und Trompete 8′ sowie des Hochdruckregisters Tuba, das in einem separaten Schwellkasten untergebracht ist und einen Winddruck von 500 mmWS erhält. Seit dem Umbau klingt die Altenberger Domorgel grundtöniger.
Die Orgel verfügt heute über 86 Register auf vier Manualen und Pedal. Besonderheiten sind das Spanische Trompetenwerk und die Tuba. Die Spieltrakturen sind mechanisch (Spieltisch direkt an der Orgel) bzw. elektrisch (fahrbarer Spieltisch, an mehreren Stellen in der Kirche anschließbar), die Registertrakturen elektrisch. Die Disposition lautet wie folgt:
| I Rückpositiv C–a3 |                |       |
| 01.                | Praestant      | 08′   |
| 02.                | Voce umana     | 08′   |
| 03.                | Holzgedackt    | 08′   |
| 04.                | Quintadena     | 08′   |
| 05.                | Principal      | 04′   |
| 06.                | Rohrgedackt    | 04′   |
| 07.                | Octave         | 02′   |
| 08.                | Spillflöte     | 02′   |
| 09.                | Quinte         | 1 ⁄3′ |
| 10.                | Sesquialter II | 2 ⁄3′ |
| 11.                | Scharff V      | 1 ⁄3′ |
| 12.                | Cymbel III     | 1⁄3′  |
| 13.                | Dulcian        | 16′   |
| 14.                | Cromorne       | 08′   |
|                    | Tremulant      |       |
|                    | Glockenspiel   |       |

| II Hauptwerk C–a3 |                  |        |
| 15.               | Praestant        | 16′    |
| 16.               | Bordun           | 16′    |
| 17.               | Principal        | 08′    |
| 18.               | Doppelflöte      | 08′    |
| 19.               | Gemshorn         | 08′    |
| 20.               | Quinte           | 5 1⁄3′ |
| 21.               | Octave           | 04′    |
| 22.               | Offenflöte       | 04′    |
| 23.               | Terz             | 3 1⁄5′ |
| 24.               | Quinte           | 2 ⁄3′  |
| 25.               | Superoctave      | 02′    |
| 26.               | Cornet V         | 08′    |
| 27.               | Mixtura major V  | 02′    |
| 28.               | Mixtura minor IV | 2⁄3′   |
| 29.               | Fagott           | 16′    |
| 30.               | Trompete         | 08′    |
| 31.               | Trompete         | 04′    |

| III Schwellwerk C–a3 |                      |       |
| 32.                  | Viola                | 16′   |
| 33.                  | Geigenprincipal      | 08′   |
| 34.                  | Flûte harmonique     | 08′   |
| 35.                  | Gamba                | 08′   |
| 36.                  | Vox coelestis        | 08′   |
| 37.                  | Weitoctave           | 04′   |
| 38.                  | Flûte octaviante     | 04′   |
| 39.                  | Salicet              | 04′   |
| 40.                  | Octavin              | 02′   |
| 41.                  | Dolkan               | 02′   |
| 42.                  | Harmonia aetherea IV | 2 ⁄3′ |
| 43.                  | Fourniture VI        | 2 ⁄3′ |
| 44.                  | Bombarde             | 16′   |
| 45.                  | Trompette harmonique | 08′   |
| 46.                  | Hautbois             | 08′   |
| 47.                  | Clairon harmonique   | 04′   |
|                      | Tremulant            |       |

| IV Brustwerk C–a3 |               |        |
| 48.               | Spitzgamba    | 08′    |
| 49.               | Rohrflöte     | 08′    |
| 50.               | Traversflöte  | 08′    |
| 51.               | Holzprincipal | 04′    |
| 52.               | Blockflöte    | 04′    |
| 53.               | Nasard        | 2 ⁄3′  |
| 54.               | Principal     | 02′    |
| 55.               | Terz          | 1 3⁄5′ |
| 56.               | Larigot       | 1 ⁄3′  |
| 57.               | Sifflet       | 01′    |
| 58.               | Septime       | 04⁄7′  |
| 59.               | Acuta IV      | 01′    |
| 60.               | Vox humana    | 08′    |
|                   | Tremulant     |        |

| Trompeteria C–a3 |                                          |         |
| 61.              | Clarin brillante (B)/ Trompeta magna (D) | 02′/16′ |
| 62.              | Trompeta de batalla (B+D)                | 08′     |
| 63.              | Bajoncillo (B+D)                         | 04′     |
| 64.              | Orlos (B+D)                              | 08′     |

| Tubenwerk C–a3 |                    |     |   |
| 65.            | Tuba               | 16′ | n |
|                | Tuba (Ext. Nr. 65) | 08′ |   |

| Pedal C–g1 |                 |         |   |
| 66.        | Untersatz       | 32′     |   |
| 67.        | Principal       | 16′     |   |
| 68.        | Subbass         | 16′     | n |
| 69.        | Zartbass *      | 16′     |   |
| 70.        | Violon          | 16′     |   |
| 71.        | Quinque Decimus | 10 2⁄3′ | n |

| (Fortsetzung) |                |         |  |
| 72.           | Octave         | 08′     |  |
| 73.           | Spitzgedackt * | 08′     |  |
| 74.           | Cello *        | 08′     |  |
| 75.           | Superoctave *  | 04′     |  |
| 76.           | Gedacktflöte * | 04′     |  |
| 77.           | Jubalflöte *   | 02′     |  |
| 78.           | Basszink III * | 05 1⁄3′ |  |
| 79.           | Hintersatz V * | 04′     |  |

| (Fortsetzung) |                                |     |   |
|               | Donner A1                      | 64′ |   |
| 80.           | Contraposaune                  | 32′ | n |
| 81.           | Contrafagott                   | 32′ |   |
| 82.           | Posaune                        | 16′ |   |
| 83.           | Basson                         | 16′ |   |
| 84.           | Trompete                       | 08′ | n |
| 85.           | Holztrompete                   | 08′ |   |
| 86.           | Klarine                        | 04′ |   |
|               | Tremulant (für Register mit *) |     |   |

- Koppeln:
  - Normalkoppeln: I/II, III/I, III/II, IV/I, IV/II, IV/III, I/P, II/P, III/P, IV/P
  - Suboktavkoppeln: III/II, Tuba 8′/P
  - Superoktavkoppel: III/P
  - Trompeteria an II, an IV, an P
  - Tuba an alle Manuale und Pedal
  - Schwellerkoppel III/IV
- Spielhilfen: Elektronische Setzeranlage mit 1.000.000 Kombinationen
- Anmerkungen:

n = nachträglich (2005 bzw. 2007) hinzugefügtes Register
(B) = Bass-Seite
(D) = Diskant-Seite

### Glocken
Im Vierungsturm hängt ein kleines Geläut aus vier Kirchenglocken. Vor dem Zweiten Weltkrieg bestand das Geläut aus zwei 1904 von der Glockengießerei Schilling in Apolda gegossenen Glocken. Die kleinere Glocke überdauerte den Krieg und wurde 1955 für die heutige Engelbertglocke umgegossen.
| Nr. | Name       | Gussjahr | Gießer, Gussort                  | Ø (mm) | Masse (kg, ca.) | Schlagton (HT-1/16) |
| 1   | Liebfrauen | 1955     | Petit & Gebr. Edelbrock, Gescher | 908    | 450             | a1 +2               |
| 2   | Bernhard   | 1955     | Petit & Gebr. Edelbrock, Gescher | 788    | 290             | h1 +2               |
| 3   | Benedikt   | 1955     | Petit & Gebr. Edelbrock, Gescher | 650    | 150             | d2 +3               |
| 4   | Engelbert  | 1955     | Petit & Gebr. Edelbrock, Gescher | 578    | 110             | e2 +2               |

### Gräber der Grafen und Herzöge
Im Altenberger Dom liegt unter anderem der letzte Herzog aus der bergischen Linie, Wilhelm III. von Berg, begraben. Begründet wurde die Tradition dieses Bestattungsortes durch Adolf II. von Berg, der ebenfalls hier (zwischen 1165 und 1170) (als Mönch) begraben wurde. In der Nische der Scheitelkapelle ist das Herz Engelberts von Köln bestattet. Noch bis ins 16. Jahrhundert ließen sich die fürstlichen Herrscher in der Kapelle beisetzen.
Weiterhin sind im Altenberger Dom bestattet:
- Everhard von Berg, Graf († zwischen 1145 und 1152)
- Adolf II. von Berg, Klosterstifter. Er wurde zuerst 1170 in der Markuskapelle in Odenthal beigesetzt, aber anlässlich des Begräbnisses des Propstes Konrad von Berg 1313 in den Dom umgebettet.
- Adolf IV. von Berg, Graf († 1259)
- Wilhelm I. von Berg, Graf († 1308)
- Konrad I. von Berg, Propst († 1313)
- Gerhard von Berg, Graf († 1360)
- Margarete von Ravensberg-Berg (1320–1389; Doppelepitaph mit ihrem Gemahl Gerhard von Berg)
- Wilhelm II. von Berg, Herzog († 25. Juni 1408)
- Adolf von Jülich-Berg, Herzog. Er starb als Mönch im Kloster Groß St. Martin in Köln 1437
- Gerhard von Jülich-Berg, Herzog († 1475), Stifter des Hubertusordens
- Wilhelm von Jülich-Berg, Herzog († 1511), und seine Gattin Sibylle von Brandenburg (Grabplatte verschwunden)

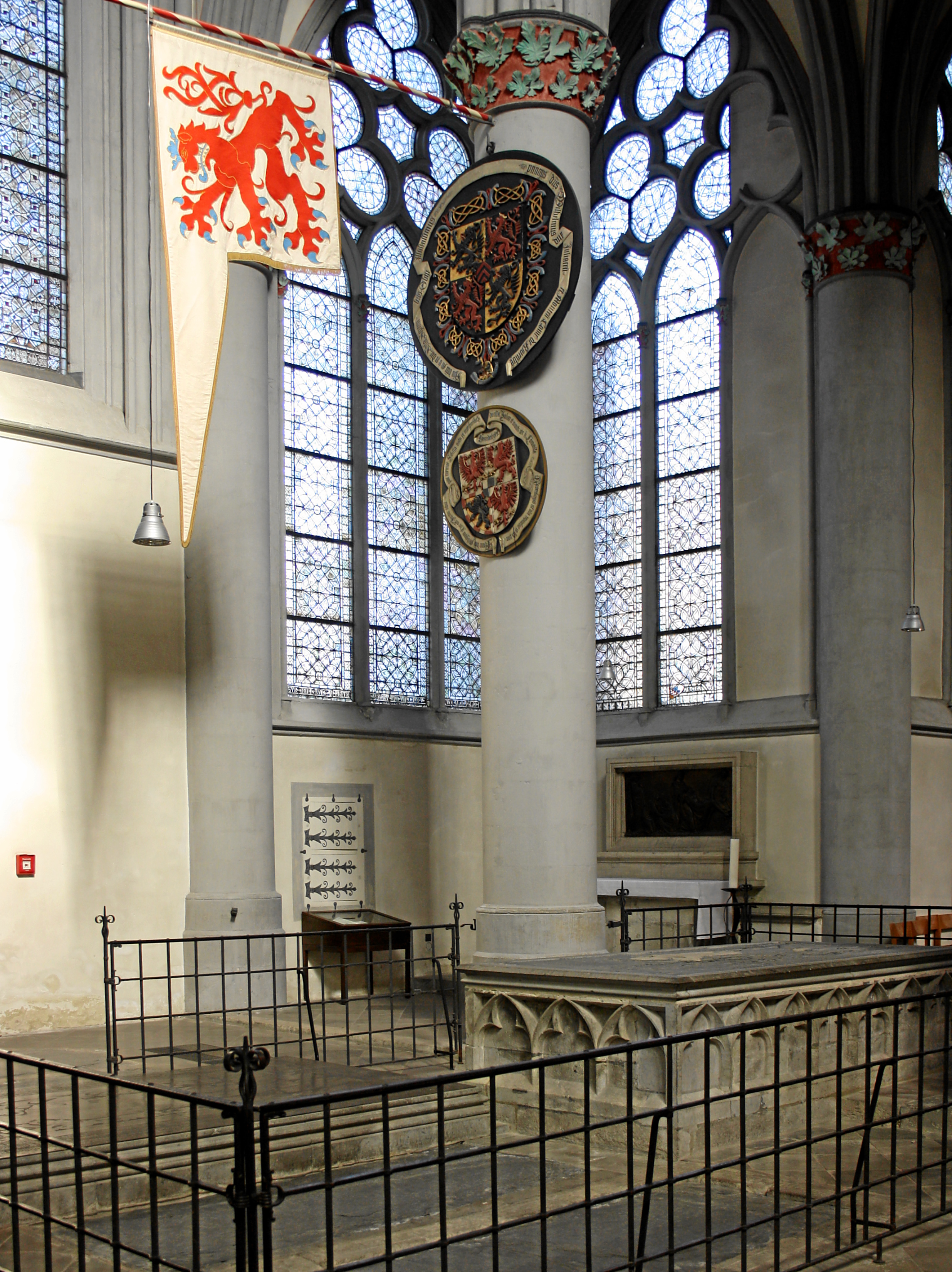
Sog. Herzogenchor mit Gräbern des Hauses Berg
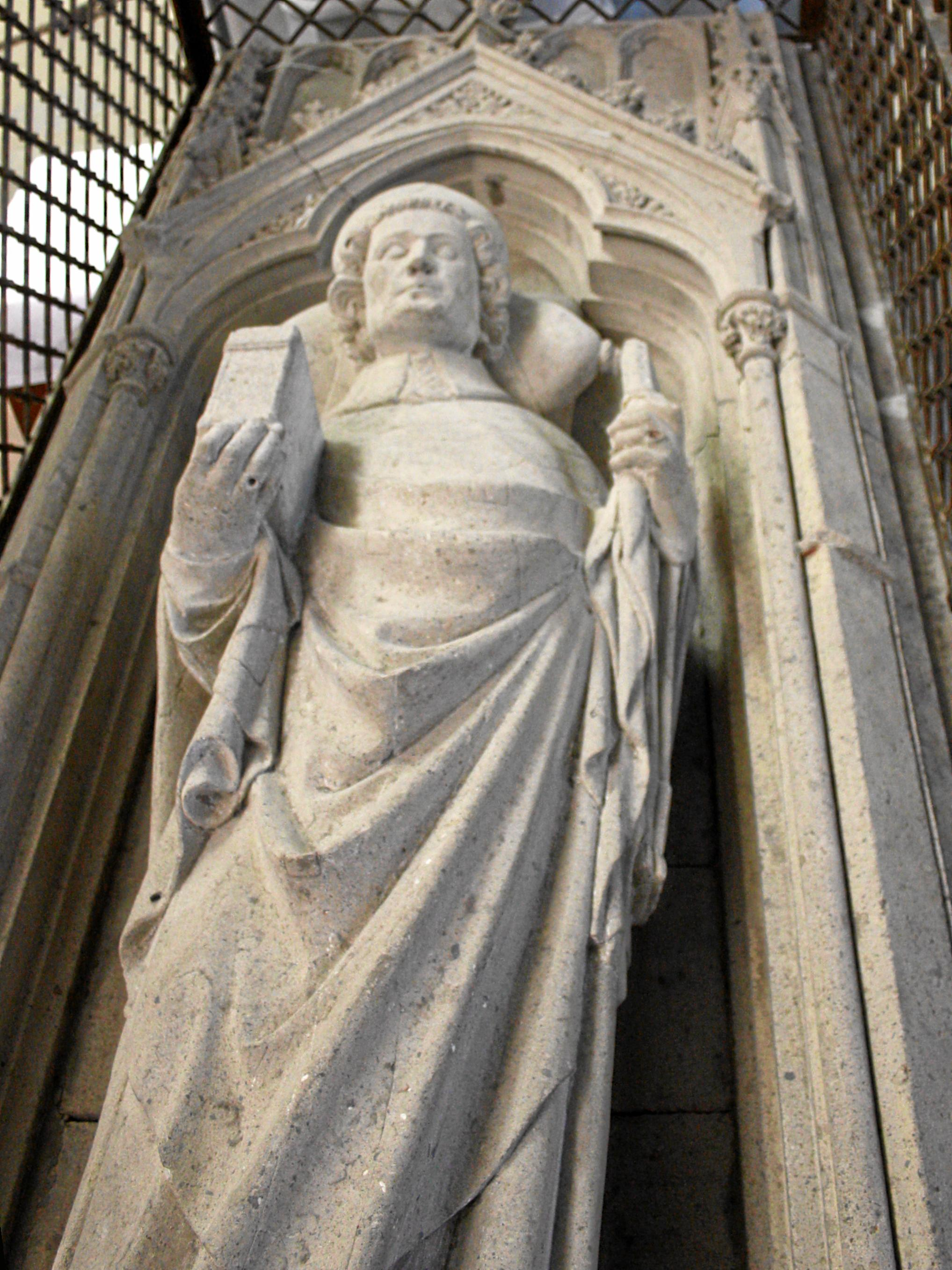
Grabmal Erzbischof Brunos III. von Berg
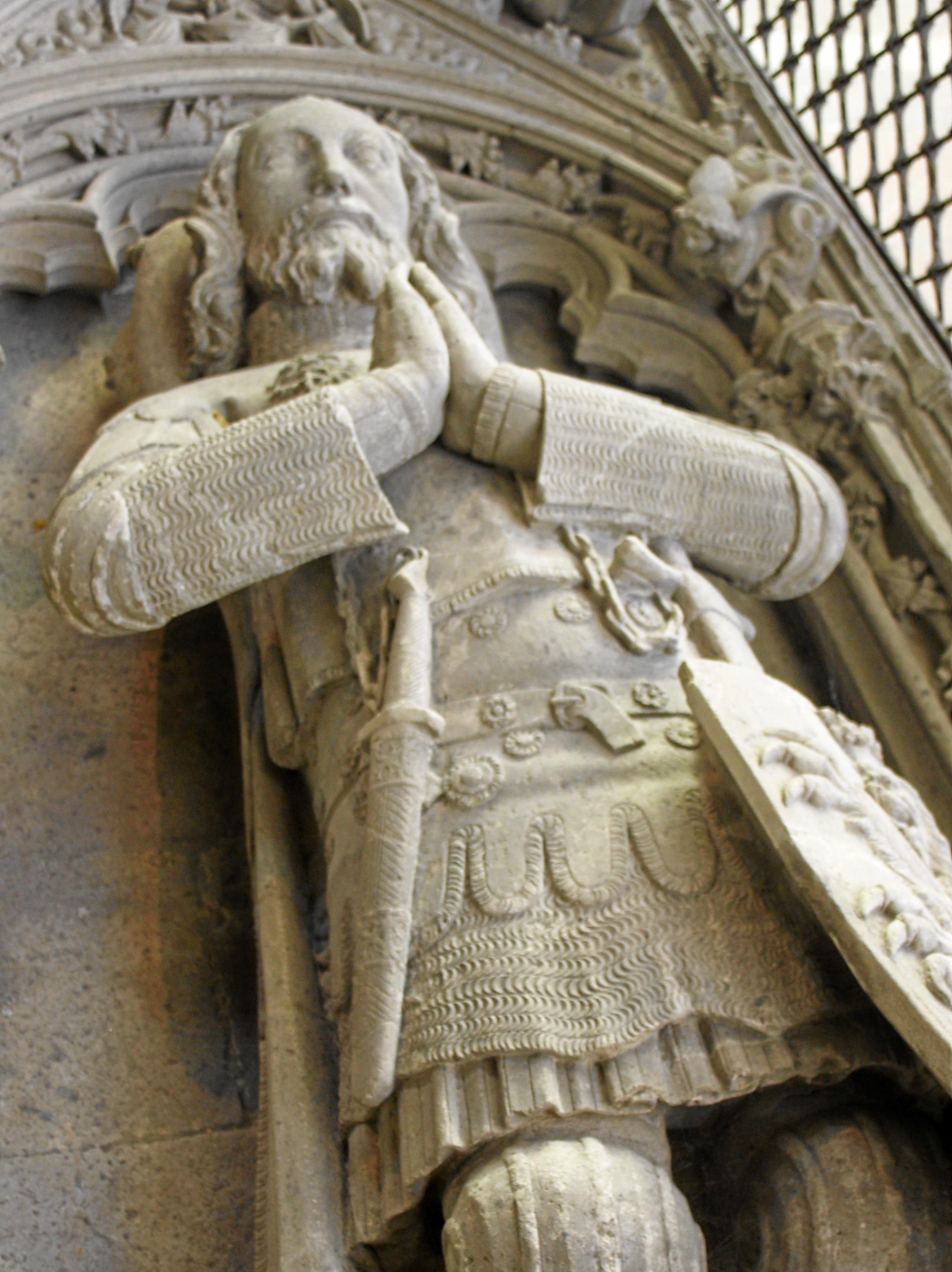
Grabmal Graf Adolfs VI. von Berg
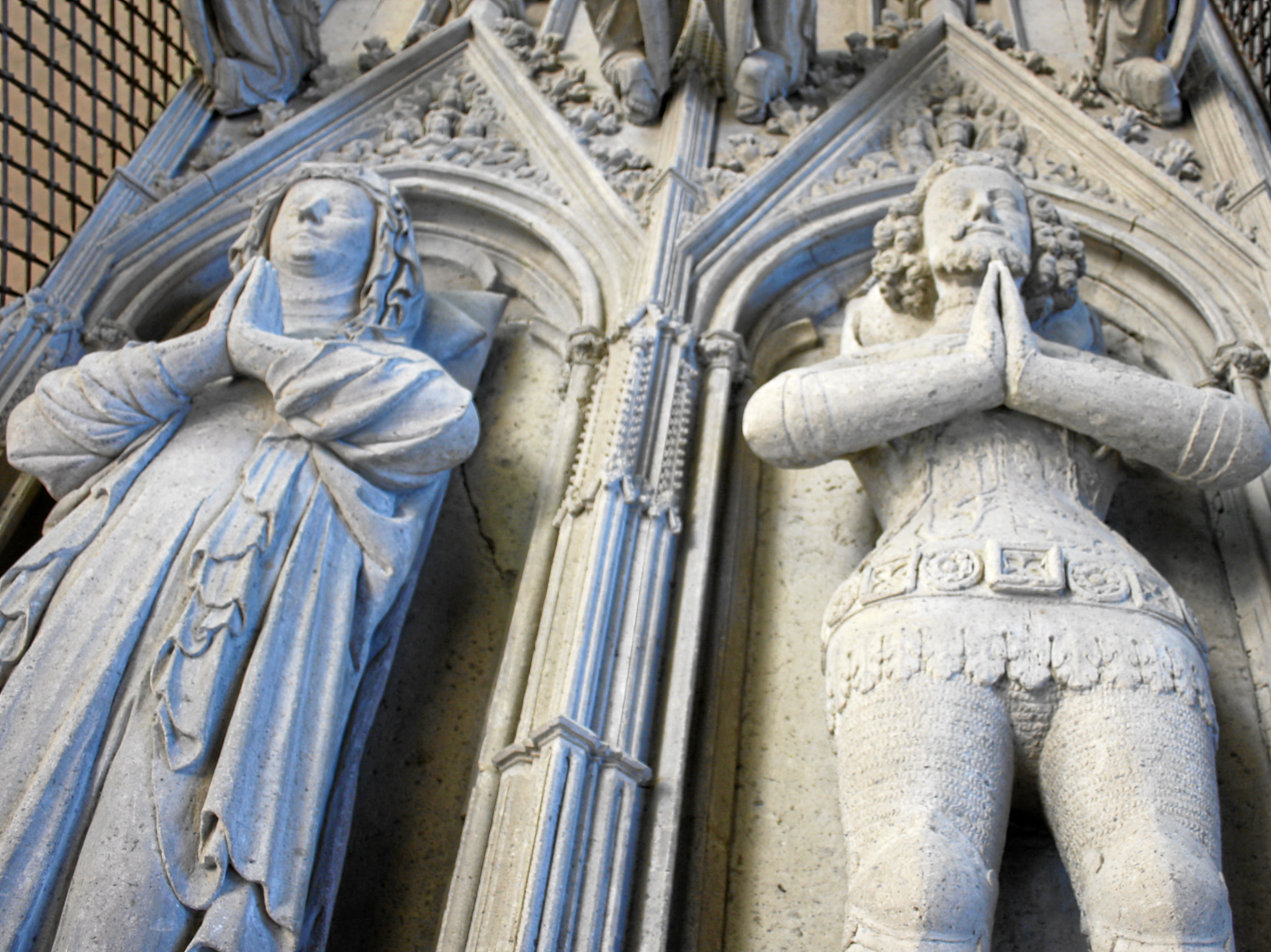
Grabmal Margarete von Berg und Graf Gerhards

### Gräber der Äbte des Zisterzienserklosters Altenberg
- Melchior Mondorf, Abt von 1627 bis 1643
- Johannes Blankenberg, Abt von 1643 bis 1662
- Gottfried Gummersbach, Abt von 1662 bis 1679
- Aegidius Siepen, Abt von 1679 bis 1686
- Johann Jakob Lohe, Abt von 1686 bis 1707
- Johann Henning, Abt von 1707 bis 1720
- Paul Euskirchen, Abt von 1720 bis 1723
- Gottfried Engels, Abt von 1723 bis 1739
- Johannes Hördt, Abt von 1739 bis 1779

## Nutzung als Simultan- und Pfarrkirche
Der Altenberger Dom dient auf Grund einer Kabinettsorder des preußischen Königs Friedrich Wilhelm IV. seit 1857 den Gemeinden zweier Konfessionen als Simultankirche:

„Die nach Ihrem Berichte vom 11. Mai d. Js. betreffend den Simultangebrauch der wiederhergestellten vormaligen Abteikirche zu Altenberg, von dem Ober-Präsidenten von Kleist-Retzow in Antrag gebrachte Beschränkung der evangelischen Gemeinde auf das Langschiff der Kirche mit Überlassung des Querschiffs und des hohen Chores nebst seinen Kapellen und Nebenschiffen an die römisch-katholische Gemeinde würden die Evangelischen zu sehr und selbst mehr zurücksetzen, als wenn ihnen ein eigener Raum an der Nordseite des Querschiffs überwiesen würde. Aus diesem Grunde und da ich nicht willens bin, den nicht anzuerkennenden Prätensionen der Katholischen Geistlichkeit, zum Nachteil der Evangelischen, so erhebliche Zugeständnisse zu machen, nehme ich Abstand darin zu willigen, dass das Querschiff den Katholiken zum ausschließlichen Gebrauch überlassen werde. Vielmehr ist nunmehr auf einen völligen Simultangebrauch der Kirche zu bestehen und die Benutzung derselben unter beiden Gemeinden mit möglicher Berücksichtigung ihrer Bedürfnisse der Zeit nach zu theilen.“

Der Dom steht der evangelischen Kirchengemeinde für Gottesdienste täglich von 8 bis 10 Uhr und von 13.30 bis 15:30 Uhr zur Verfügung, in der übrigen Zeit der katholischen Gemeinde. In den 1950er-Jahren gab es zwischen den Kirchengemeinden Streit um diese Zeiten. Die Landesregierung von Nordrhein-Westfalen unterstrich am 11. Oktober 1957 den „völligen Simultangebrauch der Kirche“; die evangelische Kirchengemeinde habe auch über die festgelegten Gottesdienstzeiten hinaus Anspruch auf Nutzung der Kirche „für die übrigen untergeordneten Dienste des Kultus“ wie Proben und Orgelspiel. In dieser Zeit gab es auch Vermutungen, dass Zisterzienser wieder beabsichtigten, sich in Altenberg niederzulassen. Dies bestätigte sich jedoch nicht.

### Evangelische Domgemeinde
Die ersten evangelischen Gottesdienste wurden 1857 im Dom gefeiert. Die Evangelischen gehörten damals zur Gemeinde Schlebusch, wurden 1869 zur Gemeinde Schlebusch-Altenberg und bilden seit April 1950 die eigenständige Evangelische Kirchengemeinde Altenberg (auch Evangelische Domgemeinde Altenberg) im Kirchenkreis Köln-Rechtsrheinisch (Evangelische Kirche im Rheinland) mit gegenwärtig etwa 2500 Gemeindemitgliedern. Der Dom ist die Gemeindekirche für den 1. Bezirk dieser Gemeinde, der 2. Bezirk ist Schildgen mit der Andreaskirche.

### Katholische Pfarrkirche und „Jugenddom“

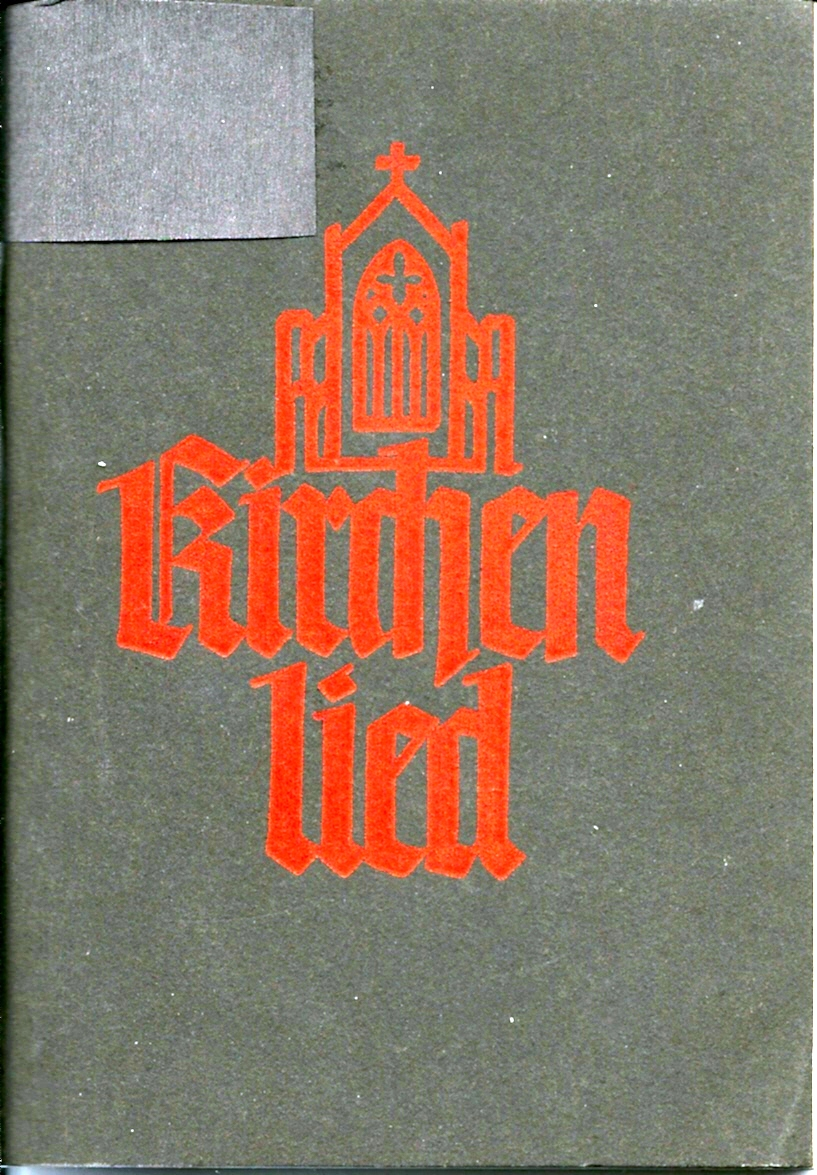
Stilisierte Kontur des Altenberger Domes auf dem Titelblatt des 1938 erschienenen Jugend-Gesangbuchs Kirchenlied

Für die Katholische Pfarrgemeinde St. Mariä Himmelfahrt mit 2700 Gemeindemitgliedern ist der Dom Unserer Lieben Frau zu Altenberg seit 1915 die Pfarrkirche. Vorher gehörte Altenberg zur Pfarrei Odenthal, der Dom war Rektoratskirche. Bis 1815 waren Zisterziensermönche als Seelsorger für das Klostergesinde und die Bewohner des Altenberger Sprengels tätig, Pfarrer war jedoch der Pfarrer von Odenthal. Die Pfarrei St. Mariä Himmelfahrt Altenberg, zu der auch die Kirche St. Michael in Neschen gehört, bildet heute mit der Pfarrei St. Pankratius (Odenthal) den Seelsorgebereich Odenthal/Altenberg im Kreisdekanat Rheinisch-Bergischer Kreis des Erzbistums Köln.
Das Allerheiligste, das in katholischen Kirchen gewöhnlich im Tabernakel in Altarnähe aufbewahrt wird, befindet sich im Dom wegen des Charakters als Simultankirche nicht in dem spätgotischen erhaltenen Sakramentshaus im Chorraum, sondern in einer Seitenkapelle im Winkel zwischen dem Langhaus und dem nördlichen Seitenschiff des Gotteshauses.
Seit der Gründung von Haus Altenberg in den 1920er-Jahren auf dem ehemaligen Abteigelände, unmittelbar südlich an den Dom anschließend, bekam der Altenberger Dom mit der „Altenberger Madonna“ eine besondere Bedeutung in der kirchlichen Jugendpastoral in Deutschland. Obwohl Haus Altenberg in der Zeit des Nationalsozialismus wiederholt von Polizei und Gestapo besetzt wurde, wallfahrteten in dieser Zeit immer wieder Tausende von Jugendlichen zum Dom. Das 1935 von Georg Thurmair gedichtete „Altenberger Wallfahrtslied“ nimmt auf den Altenberger Dom Bezug: 

„Wir grüßen dich in deinem Haus, du Mutter aller Gnaden.“

Auch nach dem Zweiten Weltkrieg ist der Dom regelmäßig Ort für Großveranstaltungen kirchlicher Jugendarbeit. Beim Weltjugendtag 2005 war er „Katechesekirche“.

#### Altenberger Licht
Das Altenberger Licht ist eine seit 1950 von der katholischen Jugend und Jugendverbänden eingerichtete Lichtstafette als Friedenszeichen. Am 1. Mai werden alljährlich am Licht der Osterkerze im Altenberger Dom, die in der Osternacht geweiht wird, Lichter entzündet und in einer Aussendungsfeier mit mehreren Tausend Teilnehmern als Zeichen der Versöhnung vom Dom aus an verschiedene Orte in der ganzen Welt getragen. So wurde z. B. 1995 ein Licht nach Auschwitz in die Todeszelle von Maximilian Kolbe gebracht, 1999 ein Licht in den Kosovo in die albanischen Flüchtlingslager, in die serbisch-orthodoxe Kathedrale nach Belgrad und zu den deutschen Soldaten im Kosovo. 2002 wurde das Altenberger Licht zu den palästinensischen Christen in das Heilige Land geflogen.

### Ökumene
Auf Initiative des Ökumeneausschusses im Rheinisch-Bergischen Kreis fand am 19./20. August 1994 in Altenberg ein Ökumenischer Kirchentag mit 7000 Teilnehmern statt. Seit 1996 gibt es am Vorabend des Buß- und Bettages ein „Altenberger Forum 'Kirche und Politik'“.
An der nördlichen Seitenwand im Inneren des Domes wurde 1990 die Bronzeskulptur „Amplexus“ (lat. „Umarmung“) des Bergisch Gladbacher Künstlers Werner Franzen (1928–2014) aufgestellt. Sie entstand im Auftrag des Altenberger Dom-Vereins als Sinnbild für die Ökumene. Christus umarmt vom Kreuz herab Bernhard von Clairvaux, den bedeutendsten Zisterzienser, und den Reformator Martin Luther – beides „Kreuzestheologen“ (Gal 6,14 , 1 Kor 2,2 ), für die die Nachfolge des gekreuzigten Christus von zentraler theologischer Bedeutung war. Ein Abguss der Skulptur findet sich auch in der Klosterkirche Loccum.

## Altenberger Dom-Verein
Der 1894 von Maria Zanders gegründete Altenberger Dom-Verein leistete im 20. Jahrhundert, wie auch heute noch, einen wesentlichen Beitrag zur Erhaltung des Domes (z. B. An- und Rückkauf diverser Ausstattungsstücke des Domes, Erneuerung Fenster etc.).